# Elezioni parlamentari negli Stati Uniti d'America del 2010
Le elezioni parlamentari negli Stati Uniti d'America del 2010 si tennero il 2 novembre per l'elezione del 112º Congresso, e costituirono elezioni di metà mandato nel corso della presidenza di Barack Obama, eletto nel 2008. Il Partito Repubblicano pose fine al controllo democratico del Congresso, ottenendo la maggioranza alla Camera dei rappresentanti e conquistando seggi al Senato, che rimase comunque in mano democratica.
I repubblicani ottennero sette seggi in più al Senato, inclusa un'elezione speciale tenutasi nel gennaio 2010, ma non riuscirono ad ottenere la maggioranza nella camera alta. Alla Camera dei rappresentanti i Repubblicani conquistarono 63 seggi, il che rappresentò il maggior spostamento di seggi sin dalle elezioni del 1948. Nello stesso giorno si tennero anche elezioni governatoriali che portarono sei stati in più in mano ai repubblicani, e nelle elezioni parlamentari dei singoli stati, 20 parlamenti cambiarono partito di maggioranza verso i repubblicani; l'elezione fu definita come un'ondata repubblicana.
Le pesanti perdite democratiche del 2010 furono principalmente attribuite all'approvazione dell'Affordable Care Act insieme al lento recupero economico dalla Grande recessione e i pesanti deficit del bilancio dello stato. Quella del 2010 segnò la prima elezione dal 1858 che portò ad una Camera controllata dai repubblicani mentre il Senato rimase democratico. Questa configurazione fu presente anche durante il 107º Congresso, ma fu il risultato di un cambio di partito del senatore Jim Jeffords piuttosto che di un risultato elettorale.

## Senato
Prima delle elezioni, il Senato era controllato dai Democratici con una maggioranza di 58 a 40, con due Indipendenti che votavano con i democratici. Dei 34 seggi di classe 3 soggetti a elezione nel 2010, 17 erano detenuti da Democratici e 17 dai repubblicani, mentre si sono tenute tre elezioni suppletive in cui vi erano due senatori democratici in carica, e un repubblicano. I senatori stati eletti iniziarono il loro mandato il 3 gennaio 2011, per concluderlo il 3 gennaio 2017.
Le elezioni determinarono nel complesso il guadagno di sei seggi da parte dei repubblicani; il nuovo Senato risultò quindi composto da 51 democratici, 47 repubblicani e 2 indipendenti.

### Livello federale
| Partiti | Partiti      | Voti       | %      | Seggi        | Seggi    | Seggi    | Seggi         | Seggi   |  |
| Partiti | Partiti      | Voti       | %      | Pre elezioni | In palio | Ottenuti | Post elezioni | +/-     |  |
| ------- | ------------ | ---------- | ------ | ------------ | -------- | -------- | ------------- | ------- |  |
|         | Repubblicano | 34 616 463 | 48,2   | 41           | 18       | 24       | 47            | 6       |  |
|         | Democratico  | 32 405 787 | 45,1   | 57           | 19       | 13       | 51            | 6       |  |
|         | Indipendenti | 155 846    | 0,2    | 2            | 0        | 0        | 2             | Stabile |  |
|         |              |            |        |              |          |          |               |         |  |
| Totale  | Totale       | 67 178 096 | 100,00 | 100          | 37       | 37       | 100           | Stabile |  |

### Dettaglio per stato
Di seguito il riepilogo delle elezioni relative ai 34 seggi del Senato:
     Democratico
     Repubblicano
     Passa a democratico
     Passa a repubblicano
| Stato             | Senatore uscente     | Democratici                | Repubblicani                                         | Altri                                                                                          | Senatore eletto        |
| ----------------- | -------------------- | -------------------------- | ---------------------------------------------------- | ---------------------------------------------------------------------------------------------- | ---------------------- |
| Alabama           | Richard Shelby (R)   | William G. Barnes - 34,7%  | Richard Shelby - 65,3%                               |                                                                                                | Richard Shelby (R)     |
| Alaska            | Lisa Murkowski (R)   | Scott McAdams - 23,5%      | Lisa Murkowski (Write-in) - 39,5% Joe Miller - 35,5% |                                                                                                | Lisa Murkowski (R)     |
| Arizona           | John McCain (R)      | Rodney Glassman - 34,7%    | John McCain - 59,2%                                  | David Nolan (L) - 4,7% Jerry Joslyn (V) - 1,4%                                                 | John McCain (R)        |
| Arkansas          | Blanche Lincoln (D)  | Blanche Lincoln - 36,9%    | John Boozman - 58,0%                                 | Trevor Drown (I) - 2,2% John Gray (V) - 1,9%                                                   | John Boozman (R)       |
| California        | Barbara Boxer (D)    | Barbara Boxer - 52,1%      | Carly Fiorina - 42,5%                                | Gail Lightfoot (L) - 1,8% Marsha Feinland - 1,3% Edward Noonan - 1,3% Duane Roberts (V) - 1,2% | Barbara Boxer (D)      |
| Carolina del Nord | Richard Burr (R)     | Elaine Marshall - 42,9%    | Richard Burr - 55,0%                                 | Mike Beitler (L) - 2,1%                                                                        | Richard Burr (R)       |
| Carolina del Sud  | Jim DeMint (R)       | Alvin Greene - 28,1%       | Jim DeMint - 62,4%                                   | Tom Clements (V) - 9,4%                                                                        | Jim DeMint (R)         |
| Colorado          | Michael Bennet (D)   | Michael Bennet - 48,1%     | Ken Buck - 46,3%                                     | Bob Kinsey (V) - 2,2% Maclyn Stringer (L) - 1,3%                                               | Michael Bennet (D)     |
| Connecticut       | Chris Dodd (D)       | Richard Blumenthal - 55,1% | Linda McMahon - 43,3%                                | Warren Mosler (I) - 1,0% John Mertens - 0,6%                                                   | Richard Blumenthal (D) |
| Dakota del Nord   | Byron Dorgan (D-NPL) | Tracy Potter - 22,2%       | John Hoeven - 76,2%                                  | Keith Hanson (L) - 1,6%                                                                        | John Hoeven (R)        |
| Dakota del Sud    | John Thune (R)       | -                          | John Thune                                           |                                                                                                | John Thune (R)         |
| Florida           | George LeMieux (R)   | Kendrick Meek - 20,1%      | Marco Rubio - 44,2%                                  | Charlie Crist (I) - 19,7% Alexander Snitker (L) - 0,5%                                         | Marco Rubio (R)        |
| Georgia           | Johnny Isakson (R)   | Mike Thurmond - 39,2%      | Johnny Isakson - 58,1%                               | Chuck Donova (L) - 2,7%                                                                        | Johnny Isakson (R)     |
| Hawaii            | Daniel Inouye (D)    | Daniel Inouye - 74,8%      | Campbell Cavasso - 21,6%                             | James Brewer (V) - 2,1% Jeff Mallan (L) - 0,8%                                                 | Daniel Inouye (D)      |
| Idaho             | Mike Crapo (R)       | Tom Sullivan - 25,0%       | Mike Crapo - 71,1%                                   | Randy Bergquist (C) - 3,9%                                                                     | Mike Crapo (R)         |
| Illinois          | Roland Burris (D)    | Alexi Giannoulias - 46,3%  | Mark Kirk - 48,2%                                    | LeAlan Jones (V) - 3,2% Mike Labino (L) - 2,4%                                                 | Mark Kirk (R)          |
| Indiana           | Evan Bayh (D)        | Brad Ellsworth - 40,0%     | Dan Coats - 54,6%                                    | Rebecca Sink-Burris (L) - 5,4%                                                                 | Dan Coats (R)          |
| Iowa              | Chuck Grassley (R)   | Roxanne Conlin - 33,2%     | Chuck Grassley - 64,5%                               | John Heiderscheit (L) - 2,3%                                                                   | Chuck Grassley (R)     |
| Kansas            | Sam Brownback (R)    | Lisa Johnston - 26,2%      | Jerry Moran - 70,3%                                  | Michael Dann (L) - 2,1% Joe Belli - 1,4%                                                       | Jerry Moran (R)        |
| Kentucky          | Jim Bunning (R)      | Jack Conway - 44,2%        | Rand Paul - 55,8%                                    | Dan Cox (L) - 6,6%                                                                             | Rand Paul (R)          |
| Louisiana         | David Vitter (R)     | Charlie Melançon - 37,7%   | David Vitter - 57,8%                                 | Randall Hayes (L) - 1,1% Michael Brown (I) - 0,8%                                              | David Vitter (R)       |
| Maryland          | Barbara Mikulski (D) | Barbara Mikulski - 61,8%   | Eric Wargotz - 36,3%                                 | Kenniss Henry (V) - 1,1% Richard Shawver (C) - 0,8%                                            | Barbara Mikulski (D)   |
| Missouri          | Kit Bond (R)         | Robin Carnahan - 40,6%     | Roy Blunt - 54,3%                                    | Jonathan Dine (L) - 3,0% Jerry Beck (C) - 2,1%                                                 | Roy Blunt (R)          |
| Nevada            | Harry Reid (D)       | Harry Reid - 50,2%         | Sharron Angle - 44,6%                                | Nessuno - 2,2% Scott Ashjian - 0,8%                                                            | Harry Reid (D)         |
| New Hampshire     | Judd Gregg (R)       | Paul Hodes - 36,7%         | Kelly Ayotte - 60,2%                                 | Chris Booth (I) - 2,0% Ken Blevens (L) - 1,0%                                                  | Kelly Ayotte (R)       |
| New York          | Chuck Schumer (D)    | Chuck Schumer - 66,3%      | Jay Townsend - 32,2%                                 | Colia Clark (V) - 1,0% Randy Credico (L) - 0,6%                                                | Chuck Schumer (D)      |
| Ohio              | George Voinovich (R) | Lee Fisher - 39,0%         | Rob Portman - 57,3%                                  | Eric Deaton (C) - 1,7% Michael Pryce (I) - 1,3%                                                | Rob Portman (R)        |
| Oklahoma          | Tom Coburn (R)       | Jim Rogers - 26,1%         | Tom Coburn - 70,5%                                   | Stephen Wallace (I) - 2,5% Ronald Dwyer (I) - 0,9%                                             | Tom Coburn (R)         |
| Oregon            | Ron Wyden (D)        | Ron Wyden - 57,2%          | Jim Huffman - 39,4%                                  | Bruce Cronk - 1,3% Marc Delphine (L) - 1,1% Rick Staggenborg - 1,0%                            | Ron Wyden (D)          |
| Pennsylvania      | Arlen Specter (D)    | Joe Sestak - 49,0%         | Pat Toomey - 51,0%                                   |                                                                                                | Pat Toomey (R)         |
| Utah              | Bob Bennett (R)      | Sam Granato - 32,8%        | Mike Lee - 61,6%                                     | Scott Bradley (C) - 5,7%                                                                       | Mike Lee (R)           |
| Vermont           | Patrick Leahy (D)    | Patrick Leahy - 64,4%      | Len Britton - 30,9%                                  | Daniel Freilich (I) - 1,5% Cris Ericson - 1,1% Stephen Cain (I) - 1,0%                         | Patrick Leahy (D)      |
| Washington        | Patty Murray (D)     | Patty Murray - 52,9%       | Dino Rossi - 47,4%                                   |                                                                                                | Patty Murray (D)       |
| Wisconsin         | Russ Feingold (D)    | Russ Feingold - 47,0%      | Ron Johnson - 51,9%                                  | Rob Taylor (C) - 1,1%                                                                          | Ron Johnson (R)        |

### Elezioni speciali
Di seguito il riepilogo delle elezioni speciali relative a seggi del Senato di classe 1, 2 e 3, svoltesi tutte nella data del 2 novembre 2010 tranne quella del Massachusetts che si tenne il 19 gennaio 2010.
     Democratico
     Passa a repubblicano
| Stato                         | Senatore uscente       | Democratici                | Repubblicani                | Altri                                                                    | Senatore eletto        |
| ----------------------------- | ---------------------- | -------------------------- | --------------------------- | ------------------------------------------------------------------------ | ---------------------- |
| Massachusetts Classe 1        | Paul G. Kirk (D)       | Martha Coakley - 47,1%     | Scott Brown - 51,9%         | Joseph L. Kennedy (L) - 1,0%                                             | Scott Brown (R)        |
| Delaware Classe 2             | Ted Kaufman (D)        | Chris Coons - 56,6%        | Christine O'Donnell - 40,0% | Glenn Miller (I) - 2,7% James Rash (L) - 0,7%                            | Chris Coons (D)        |
| Illinois Classe 3             | Roland Burris (D)      | Alexi Giannoulias - 46,3%  | Mark Kirk - 48,2%           | LeAlan Jones (V) - 3,2% Mike Labino (L) - 2,4%                           | Mark Kirk (R)          |
| New York Classe 1             | Kirsten Gillibrand (D) | Kirsten Gillibrand - 59,6% | Joseph J. DioGuardi - 33,3% | Cecile A. Lawrence (V) - 0,8% John Clifton (L) - 0,4% Joseph Huff - 0,4% | Kirsten Gillibrand (D) |
| Virginia Occidentale Classe 1 | Carte Goodwin (D)      | Joe Manchin - 53,5%        | John Raese - 43,4%          | Jesse Johnson - 1,9% Jeff Becker (C) - 1,2%                              | Joe Manchin (D)        |

## Camera dei rappresentanti
Prima delle elezioni, la Camera dei rappresentanti era controllata dai democratici, con una maggioranza di 256 deputati a 179. I deputati eletti iniziarono il loro mandato il 3 gennaio 2011, per concluderlo il 3 gennaio 2013.
I repubblicani incrementarono i loro seggi alla Camera di 63 unità, il maggiore incremento per il partito dal 1938; la maggioranza passò in mano ai Repubblicani.

### Livello federale
| Partiti                                          | Partiti                | Voti       | Voti   | Voti    | Seggi | Seggi | Seggi   | Seggi  |
| Partiti                                          | Partiti                | Voti       | %      | Var.    | 2008  | 2010  | +/−     | %      |
| ------------------------------------------------ | ---------------------- | ---------- | ------ | ------- | ----- | ----- | ------- | ------ |
|                                                  | Repubblicano           | 44 829 751 | 51,7%  | 9,1%    | 179   | 242   | 63      | 55,6%  |
|                                                  | Democratico            | 38 980 192 | 44,9%  | 8,3%    | 256   | 193   | 63      | 44,4%  |
|                                                  | Libertario             | 1 010 891  | 1,2%   | 0,3%    | -     | -     | -       | -      |
|                                                  | Indipendenti           | 516 733    | 0,4%   | Stabile | -     | -     | -       | -      |
|                                                  | Verde                  | 252 688    | 0,3%   | 0,2%    | -     | -     | -       | -      |
|                                                  | Costituzione           | 195 008    | 0,2%   | 0,1%    | -     | -     | -       | -      |
|                                                  | Indipendenza           | 139 473    | 0,2%   | 0,1%    | -     | -     | -       | -      |
|                                                  | Indipendente Americano | 56 907     | 0,1%   | 0,1%    | -     | -     | -       | -      |
|                                                  | Altri                  | 799 461    | 0,9%   | 0,8%    | -     | -     | -       | -      |
| Totale                                           | Totale                 | 86 781 104 | 100,0% | -       | 435   | 435   | Stabile | 100,0% |
| Fonte: Election Statistics - Office of the Clerk |                        |            |        |         |       |       |         |        |

### Dettaglio per stato
| Stato                | Seggi totali | Democratici | Democratici | Repubblicani | Repubblicani |
| Stato                | Seggi totali | Seggi       | Var.        | Seggi        | Var.         |
| -------------------- | ------------ | ----------- | ----------- | ------------ | ------------ |
| Alabama              | 7            | 1           | 2           | 6            | 2            |
| Alaska               | 1            | 0           | Stabile     | 1            | Stabile      |
| Arizona              | 8            | 3           | 2           | 5            | 2            |
| Arkansas             | 4            | 1           | 2           | 3            | 2            |
| California           | 53           | 34          | Stabile     | 19           | Stabile      |
| Carolina del Nord    | 13           | 7           | 1           | 6            | 1            |
| Carolina del Sud     | 6            | 1           | 1           | 5            | 1            |
| Colorado             | 7            | 3           | 2           | 4            | 2            |
| Connecticut          | 5            | 5           | Stabile     | 0            | Stabile      |
| Dakota del Nord      | 1            | 0           | 1           | 1            | 1            |
| Dakota del Sud       | 1            | 0           | 1           | 1            | 1            |
| Delaware             | 1            | 1           | 1           | 0            | 1            |
| Florida              | 25           | 6           | 4           | 19           | 4            |
| Georgia              | 13           | 5           | 1           | 8            | 1            |
| Hawaii               | 2            | 2           | 1           | 0            | 1            |
| Idaho                | 2            | 0           | 1           | 2            | 1            |
| Illinois             | 18           | 8           | 4           | 11           | 4            |
| Indiana              | 9            | 3           | 2           | 6            | 2            |
| Iowa                 | 5            | 3           | Stabile     | 2            | Stabile      |
| Kansas               | 4            | 0           | 1           | 4            | 1            |
| Kentucky             | 6            | 2           | Stabile     | 4            | Stabile      |
| Louisiana            | 7            | 1           | Stabile     | 6            | Stabile      |
| Maine                | 2            | 2           | Stabile     | 0            | Stabile      |
| Maryland             | 8            | 6           | 1           | 2            | 1            |
| Massachusetts        | 10           | 10          | Stabile     | 0            | Stabile      |
| Michigan             | 15           | 6           | 2           | 9            | 2            |
| Minnesota            | 8            | 4           | 1           | 4            | 1            |
| Mississippi          | 4            | 1           | 2           | 3            | 2            |
| Missouri             | 9            | 3           | 1           | 6            | 1            |
| Montana              | 1            | 0           | Stabile     | 1            | Stabile      |
| Nebraska             | 3            | 0           | Stabile     | 3            | Stabile      |
| Nevada               | 3            | 1           | 1           | 2            | 1            |
| New Hampshire        | 2            | 0           | 2           | 2            | 2            |
| New Jersey           | 13           | 7           | 1           | 6            | 1            |
| New York             | 29           | 21          | 6           | 8            | 6            |
| Nuovo Messico        | 3            | 2           | 1           | 1            | 1            |
| Ohio                 | 18           | 5           | 5           | 13           | 5            |
| Oklahoma             | 5            | 1           | Stabile     | 4            | Stabile      |
| Oregon               | 5            | 4           | Stabile     | 1            | Stabile      |
| Pennsylvania         | 19           | 7           | 5           | 12           | 5            |
| Rhode Island         | 2            | 2           | Stabile     | 0            | Stabile      |
| Tennessee            | 9            | 2           | 3           | 7            | 3            |
| Texas                | 32           | 9           | 3           | 23           | 3            |
| Utah                 | 4            | 1           | Stabile     | 2            | Stabile      |
| Vermont              | 1            | 1           | Stabile     | 0            | Stabile      |
| Virginia             | 11           | 3           | 3           | 8            | 3            |
| Virginia Occidentale | 3            | 1           | 1           | 2            | 1            |
| Washington           | 9            | 5           | 1           | 4            | 1            |
| Wisconsin            | 8            | 3           | 2           | 5            | 2            |
| Wyoming              | 1            | 0           | Stabile     | 1            | Stabile      |
| Totale               | 435          | 193         | 63          | 242          | 63           |

### Dettaglio per distretto
Democratico
     Repubblicano
     Passa a repubblicano
     Passa a democratico
| Stato                | Distretto | Deputato uscente              | Democratici                       | Repubblicani                     | Altri | Deputato eletto              |
| -------------------- | --------- | ----------------------------- | --------------------------------- | -------------------------------- | --- | ---------------------------- |
| Alabama              | 1         | Jo Bonner (R)                 | -                                 | Jo Bonner - 83,0%                | David Walter (C) - 17,0%                                                                                 | Jo Bonner (R)                |
| Alabama              | 2         | Bobby Bright (D)              | Bobby Bright - 48,7%              | Martha Roby - 51,3%              | | Martha Roby (R)              |
| Alabama              | 3         | Mike Rogers (R)               | Steve Segrest - 40,9%             | Mike Rogers - 59,1%              | | Mike Rogers (R)              |
| Alabama              | 4         | Robert Aderholt (R)           | -                                 | Robert Aderholt - 98,8%          | | Robert Aderholt (R)          |
| Alabama              | 5         | Parker Griffith (R)           | Steve Raby - 41,5%                | Mo Brooks - 58,5%                | | Mo Brooks (R)                |
| Alabama              | 6         | Spencer Bachus (R)            | -                                 | Spencer Bachus - 98,1%           | | Gary Palmer (R)              |
| Alabama              | 7         | Artur Davis (D)               | Terri Sewell - 72,6%              | Don Chamberlain - 27,4%          | | Terri Sewell (D)             |
| Alaska               | Unico     | Don Young (R)                 | Harry Crawford - 30,5%            | Don Young - 69,0%                | | Don Young (R)                |
| Arizona              | 1         | Ann Kirkpatrick (D)           | Ann Kirkpatrick - 43,7%           | Paul Gosar - 49,7%               | Nicole Patti (L) - 6,6%                                                                                  | Paul Gosar (D)               |
| Arizona              | 2         | Trent Franks (R)              | John Thrasher - 31,1%             | Trent Franks - 64,9%             | Powell Gammill (L) - 4,0%                                                                                | Trent Franks (R)             |
| Arizona              | 3         | John Shadegg (R)              | Jon Hulburd - 41,1%               | Ben Quayle - 52,2%               | Michael Shoen (L) - 5,0% Leonard Clark (V) - 1,6%                                                        | Ben Quayle (R)               |
| Arizona              | 4         | Ed Pastor (D)                 | Ed Pastor - 66,9%                 | Janet Contreras - 27,5%          | Joe Cobb (L) - 3,0% Rebecca DeWitt (V) - 2,6%                                                            | Ed Pastor (D)                |
| Arizona              | 5         | Harry Mitchell (D)            | Harry Mitchell - 43,2%            | David Schweikert - 52,0%         | Nick Coons (L) - 4,8%                                                                                    | David Schweikert (R)         |
| Arizona              | 6         | Jeff Flake (R)                | Rebecca Schneider - 29,1%         | Jeff Flake - 66,4%               | Richard Grayson (V) - 3,1% Darell Tapp (L) - 1,4%                                                        | Jeff Flake (R)               |
| Arizona              | 7         | Raúl Grijalva (D)             | Raúl Grijalva - 50,2%             | Ruth McClung - 44,2%             | Harley Meyer (I) - 2,8% George Keane (L) - 2,7%                                                          | Raúl Grijalva (D)            |
| Arizona              | 8         | Gabby Giffords (D)            | Gabby Giffords - 48,8%            | Jesse Kelly - 47,2%              | Steven Stoltz (L) - 3,9%                                                                                 | Gabby Giffords (D)           |
| Arkansas             | 1         | Robert Marion Berry (D)       | Chad Causey - 43,5%               | Rick Crawford - 51,8%            | Ken Adler (V) - 4,6%                                                                                     | Rick Crawford (R)            |
| Arkansas             | 2         | Vic Snyder (D)                | Joyce Elliott - 38,3%             | Timothy Griffin - 57,9%          | Lance Levi (I) - 2,1% Lewis Kennedy (V) - 1,7%                                                           | Timothy Griffin (R)          |
| Arkansas             | 3         | John Boozman (R)              | David Whitaker - 27,6%            | Steve Womack - 72,4%             | | Steve Womack (R)             |
| Arkansas             | 4         | Mike Ross (D)                 | Mike Ross - 57,6%                 | Beth Anne Rankin - 40,2%         | Josh Drake (V) - 2,3%                                                                                    | Mike Ross (D)                |
| California           | 1         | Mike Thompson (D)             | Mike Thompson - 63,0%             | Loren Hanks - 31,0%              | Carol Wolman (V) - 3,5% Mike Rodrigues (L) - 2,5%                                                        | Mike Thompson (D)            |
| California           | 2         | Wally Herger (R)              | Jim Reed - 42,9%                  | Wally Herger - 57,1%             | | Wally Herger (R)             |
| California           | 3         | Dan Lungren (R)               | Ami Bera - 43,2%                  | Dan Lungren - 50,1%              | Jerry Leidecker (I) - 2,5% Art Tuma (L) - 2,4% Mike Roskey - 1,8%                                        | Dan Lungren (R)              |
| California           | 4         | Tom McClintock (R)            | Clint Curtis - 31,4%              | Tom McClintock - 61,3%           | Ben Emery (V) - 7,3%                                                                                     | Tom McClintock (R)           |
| California           | 5         | Doris Matsui (D)              | Doris Matsui - 72,0%              | Paul Smith - 25,3%               | Jerry Frink - 2,7%                                                                                       | Doris Matsui (D)             |
| California           | 6         | Lynn Woolsey (D)              | Lynn Woolsey - 65,9%              | Jim Judd - 29,6%                 | Gene Ruyle - 2,3% Joel Smolen (L) - 2,2%                                                                 | Lynn Woolsey (D)             |
| California           | 7         | George Miller (R)             | George Miller - 68,3%             | Rick Tubbs - 31,7%               | | George Miller (D)            |
| California           | 8         | Nancy Pelosi (D)              | Nancy Pelosi - 80,1%              | John Dennis - 15,1%              | Gloria La Riva - 2,5% Philip Berg (L) - 2,3%                                                             | Nancy Pelosi (D)             |
| California           | 9         | Barbara Lee (D)               | Barbara Lee - 84,3%               | Jerry Hashimoto - 10,8%          | Dave Heller (V) - 2,3% Jim Eyer (L) - 1,9% Larry Allen - 0,8%                                            | Barbara Lee (D)              |
| California           | 10        | John Garamendi (D)            | John Garamendi - 58,8%            | Gary Clift - 37,9%               | Jeremy Cloward (V) - 3,3%                                                                                | John Garamendi (D)           |
| California           | 11        | Jerry McNerney (D)            | Jerry McNerney - 48,0%            | David Harmer - 46,9%             | David Christensen (I) - 5,2%                                                                             | Jerry McNerney (D)           |
| California           | 12        | Jackie Speier (D)             | Jackie Speier - 75,6%             | Michael Moloney - 22,1%          | Mark Williams (L) - 2,3%                                                                                 | Jackie Speier (D)            |
| California           | 13        | Pete Stark (D)                | Pete Stark - 72,0%                | Forest Baker - 27,7%             | | Pete Stark (D)               |
| California           | 14        | Anna Eshoo (D)                | Anna Eshoo - 69,1%                | Dave Chapman - 27,9%             | Paul Lazaga (L) - 3,1%                                                                                   | Anna Eshoo (D)               |
| California           | 15        | Mike Honda (D)                | Mike Honda - 67,6%                | Scott Kirkland - 32,4%           | | Mike Honda (D)               |
| California           | 16        | Zoe Lofgren (D)               | Zoe Lofgren - 67,8%               | Dan Sahagún - 24,3%              | Edward Gonzalez (L) - 7,9%                                                                               | Zoe Lofgren (D)              |
| California           | 17        | Sam Farr (D)                  | Sam Farr - 66,7%                  | Jeff Taylor - 29,9%              | Eric Petersen (V) - 1,9% Mary Larkin (L) - 1,5%                                                          | Sam Farr (D)                 |
| California           | 18        | Dennis Cardoza (D)            | Dennis Cardoza - 58,5%            | Mike Berryhill - 41,5%           | | Dennis Cardoza (D)           |
| California           | 19        | George Radanovich (R)         | Loraine Goodwin - 35,1%           | Jeff Denham - 64,6%              | | Jeff Denham (R)              |
| California           | 20        | Jim Costa (D)                 | Jim Costa - 51,7%                 | Andy Vidak - 48,3%               | | Jim Costa (D)                |
| California           | 21        | Devin Nunes (R)               | -                                 | Devin Nunes                      | | Devin Nunes (R)              |
| California           | 22        | Kevin McCarthy (R)            | -                                 | Kevin McCarthy                   | | Kevin McCarthy (R)           |
| California           | 23        | Lois Capps (D)                | Lois Capps - 57,8%                | Tom Watson - 37,6%               | John Hager (I) - 2,9% Darrell Stafford (L) - 1,7%                                                        | Lois Capps (D)               |
| California           | 24        | Elton Gallegly (R)            | Tim Allison - 40,1%               | Elton Gallegly - 59,9%           | | Elton Gallegly (R)           |
| California           | 25        | Howard McKeon (R)             | Jackie Conaway - 38,2%            | Howard McKeon - 61,8%            | | Howard McKeon (R)            |
| California           | 26        | David Dreier (R)              | Russ Warner - 36,5%               | David Dreier - 54,1%             | David Miller (I) - 6,1% Randall Weissbuch (L) - 3,2%                                                     | David Dreier (R)             |
| California           | 27        | Brad Sherman (D)              | Brad Sherman - 65,2%              | Mark Reed - 34,8%                | | Brad Sherman (D)             |
| California           | 28        | Howard Berman (D)             | Howard Berman - 69,5%             | Merlin Froyd - 22,4%             | Carlos Rodriguez (L) - 8,1%                                                                              | Howard Berman (D)            |
| California           | 29        | Adam Schiff (D)               | Adam Schiff - 64,8%               | John Colbert - 32,0%             | Bill Cushing (L) - 3,2%                                                                                  | Adam Schiff (D)              |
| California           | 30        | Henry Waxman (D)              | Henry Waxman - 64,6%              | Chuck Wilkerson - 31,9%          | Erich Miller (L) - 2,1% Richard Castaldo - 1,3%                                                          | Henry Waxman (D)             |
| California           | 31        | Xavier Becerra (D)            | Xavier Becerra - 83,8%            | Stephen Smith - 16,2%            | | Xavier Becerra (D)           |
| California           | 32        | Judy Chu (D)                  | Judy Chu - 71,0%                  | Ed Schmerling - 29,0%            | | Judy Chu (D)                 |
| California           | 33        | Diane Watson (D)              | Karen Bass - 86,1%                | James Andion - 13,9%             | | Karen Bass (D)               |
| California           | 34        | Lucille Roybal-Allard (D)     | Lucille Roybal-Allard - 77,2%     | Wayne Miller - 22,8%             | | Lucille Roybal-Allard (D)    |
| California           | 35        | Maxine Waters (D)             | Maxine Waters - 79,3%             | Bruce Brown - 20,7%              | | Maxine Waters (D)            |
| California           | 36        | Jane Harman (D)               | Jane Harman - 59,6%               | Mattie Fein - 34,7%              | Herb Peters (L) - 5,6%                                                                                   | Jane Harman (D)              |
| California           | 37        | Laura Richardson (D)          | Laura Richardson - 68,4%          | Star Parker - 23,2%              | Nick Dibs (I) - 8,4%                                                                                     | Laura Richardson (D)         |
| California           | 38        | Grace Napolitano (D)          | Grace Napolitano - 63,5%          | Robert Vaughn - 26,5%            | | Grace Napolitano (D)         |
| California           | 39        | Linda Sánchez (D)             | Linda Sánchez - 63,3%             | Larry Andre - 32,6%              | John Smith (I) - 4,1%                                                                                    | Linda Sánchez (D)            |
| California           | 40        | Ed Royce (R)                  | Christina Avalos - 33,2%          | Ed Royce - 66,8%                 | | Ed Royce (R)                 |
| California           | 41        | Jerry Lewis (R)               | Pat Meagher - 36,8%               | Jerry Lewis - 63,2%              | | Jerry Lewis (R)              |
| California           | 42        | Gary Miller (R)               | Michael Williamson - 31,9%        | Gary Miller - 62,2%              | Mark Lambert (L) - 5,9%                                                                                  | Gary Miller (R)              |
| California           | 43        | Joe Baca (D)                  | Joe Baca - 65,5%                  | Scott Folkens - 34,5%            | | Joe Baca (D)                 |
| California           | 44        | Ken Calvert (R)               | Bill Hedrick - 44,4%              | Ken Calvert - 55,6%              | | Ken Calvert (R)              |
| California           | 45        | Mary Bono (R)                 | Steve Pougnet - 42,1%             | Mary Bono - 51,5%                | Bill Lussenheide (I) - 6,4%                                                                              | Mary Bono (R)                |
| California           | 46        | Dana Rohrabacher (R)          | Ken Arnold - 37,8%                | Dana Rohrabacher - 62,2%         | | Dana Rohrabacher (R)         |
| California           | 47        | Loretta Sanchez (D)           | Loretta Sanchez - 53,0%           | Van Tran - 39,3%                 | Ceci Iglesias (I) - 7,8%                                                                                 | Loretta Sanchez (D)          |
| California           | 48        | John B. T. Campbell III (R)   | Beth Krom - 34,5%                 | John B. T. Campbell III - 59,9%  | Mike Binkley (L) - 3,6%                                                                                  | John B. T. Campbell III (R)  |
| California           | 49        | Darrell Issa (R)              | Howard Katz - 31,5%               | Darrell Issa - 62,8%             | Dion Clark (I) - 3,5% Mike Paster (L) - 2,3%                                                             | Darrell Issa (R)             |
| California           | 50        | Brian Bilbray (R)             | Francine Busby - 39,0%            | Brian Bilbray - 56,6%            | Lars Grossmith (L) - 2,2% Miriam Clark - 2,2%                                                            | Brian Bilbray (R)            |
| California           | 51        | Bob Filner (D)                | Bob Filner - 60,1%                | Nick Popaditch - 39,9%           | | Bob Filner (D)               |
| California           | 52        | Duncan D. Hunter (R)          | Ray Lutz - 32,1%                  | Duncan D. Hunter - 63,1%         | Michael Benoit (L) - 4,9%                                                                                | Duncan D. Hunter (R)         |
| California           | 53        | Susan Davis (D)               | Susan Davis - 62,3%               | Michael Crimmins - 34,0%         | Paul Dekkek (L) - 3,7%                                                                                   | Susan Davis (D)              |
| Carolina del Nord    | 1         | G. K. Butterfield (D)         | G. K. Butterfield - 59,3%         | Ashley Woolard - 40,7%           | | G. K. Butterfield (D)        |
| Carolina del Nord    | 2         | Bob Etheridge (D)             | Bob Etheridge - 48,7%             | Renee Ellmers - 49,5%            | Tom Rose (L) - 1,8%                                                                                      | Renee Ellmers (R)            |
| Carolina del Nord    | 3         | Walter Jones (R)              | Johnny Rouse - 25,7%              | Walter Jones - 71,9%             | Darryl Holloman (L) - 2,4%                                                                               | Walter Jones (R)             |
| Carolina del Nord    | 4         | David Price (D)               | David Price - 57,2%               | B.J. Lawson - 42,8%              | | David Price (D)              |
| Carolina del Nord    | 5         | Virginia Foxx (R)             | Billy Kennedy - 34,1%             | Virginia Foxx - 65,9%            | | Virginia Foxx (R)            |
| Carolina del Nord    | 6         | Howard Coble (R)              | Sam Turner - 24,8%                | Howard Coble - 75,2%             | | Howard Coble (R)             |
| Carolina del Nord    | 7         | Mike McIntyre (D)             | Ilario Pantano - 46,3%            | Mike McIntyre - 53,7%            | J. Wesley Casteen (L) - 3,5%                                                                             | Mike McIntyre (D)            |
| Carolina del Nord    | 8         | Larry Kissell (D)             | Larry Kissell - 53,0%             | Harold Johnson - 43,7%           | Thomas Hill (L) - 3,0%                                                                                   | Larry Kissell (D)            |
| Carolina del Nord    | 9         | Sue Myrick (R)                | Jeff Doctor - 31,0%               | Sue Myrick - 69,0%               | | Sue Myrick (R)               |
| Carolina del Nord    | 10        | Patrick McHenry (R)           | Jeff Gregory - 28,8%              | Patrick McHenry - 71,2%          | | Patrick McHenry (R)          |
| Carolina del Nord    | 11        | Heath Shuler (D)              | Heath Shuler - 54,3%              | Jeff Miller - 45,7%              | | Heath Shuler (D)             |
| Carolina del Nord    | 12        | Mel Watt (D)                  | Mel Watt - 63,9%                  | Greg Dority - 34,1%              | Lon Cecil (L) - 2,0%                                                                                     | Mel Watt (D)                 |
| Carolina del Nord    | 13        | Brad Miller (D)               | Brad Miller - 55,5%               | Bill Randall - 44,5%             | | Brad Miller (D)              |
| Carolina del Sud     | 1         | Henry Brown (R)               | Ben Frasier - 28,7%               | Tim Scott - 65,4%                | Rob Groce - 1,8% Bob Dobbs (V) - 1,4% Keith Blandford (L) - 1,2% Jimmy Wood - 1,1% Mac McCullough - 0,4% | Tim Scott (R)                |
| Carolina del Sud     | 2         | Joe Wilson (R)                | Rob Miller - 43,8%                | Joe Wilson - 53,5%               | Eddie McCain (L) - 1,6% Marc Beaman (C) - 1,1%                                                           | Joe Wilson (R)               |
| Carolina del Sud     | 3         | Gresham Barrett (R)           | Jane Ballard Dyer - 36,2%         | Jeff Duncan - 62,5%              | John Dalen (C) - 1,3%                                                                                    | Jeff Duncan (R)              |
| Carolina del Sud     | 4         | Bob Inglis (R)                | Paul Corden - 28,8%               | Trey Gowdy - 63,5%               | Dave Edwards (C) - 5,1% Rick Mahler (L) - 1,4% Faye Walters (V) - 1,2%                                   | Trey Gowdy (R)               |
| Carolina del Sud     | 5         | John Spratt (D)               | John Spratt - 44,9%               | Mick Mulvaney - 55,1%            | | Mick Mulvaney (R)            |
| Carolina del Sud     | 6         | Jim Clyburn (D)               | Jim Clyburn - 62,9%               | Jim Pratt - 36,4%                | Nammu Muhammad (V) - 0,7%                                                                                | Jim Clyburn (D)              |
| Colorado             | 1         | Diana DeGette (D)             | Diana DeGette - 67,4%             | Mike Fallon - 28,8%              | Gary Swing (V) - 1,4% Clint Jones (L) - 1,4% Chris Styskal (C) - 1,0%                                    | Diana DeGette (D)            |
| Colorado             | 2         | Jared Polis (D)               | Jared Polis - 57,4%               | Stephen Bailey - 37,9%           | Jenna Goss (C) - 2,7% Curtis Harris (L) - 2,0%                                                           | Jared Polis (D)              |
| Colorado             | 3         | John Salazar (D)              | John Salazar - 45,8%              | Scott Tipton - 50,1%             | Gregory Gilman (L) - 2,2% Jake Segrest (I) - 1,9%                                                        | Scott Tipton (R)             |
| Colorado             | 4         | Betsy Markey (D)              | Betsy Markey - 41,4%              | Cory Gardner - 52,5%             | Doug Aden (C) - 4,7% Ken Waskiewicz (I) - 1,5%                                                           | Ken Buck (R)                 |
| Colorado             | 5         | Doug Lamborn (R)              | Kevin Bradley - 29,3%             | Doug Lamborn - 65,8%             | Brian Scott (C) - 2,5% Jerrell Klaver (L) - 2,4%                                                         | Doug Lamborn (R)             |
| Colorado             | 6         | Mike Coffman (R)              | John Flerlage - 31,5%             | Mike Coffman - 65,7%             | Rob McNealy (L) - 2,8%                                                                                   | Mike Coffman (R)             |
| Colorado             | 7         | Ed Perlmutter (D)             | Ed Perlmutter - 53,4%             | Ryan Frazier - 41,8%             | Buck Bailey (L) - 4,8%                                                                                   | Ed Perlmutter (D)            |
| Connecticut          | 1         | John Larson (D)               | John Larson - 61,3%               | Ann Brickley - 37,2%             | Ken Krayeske (V) - 1,1% Chris Hutchinson - 0,4%                                                          | John Larson (D)              |
| Connecticut          | 2         | Joe Courtney (D)              | Joe Courtney - 59,9%              | Janet Peckinpaugh - 38,8%        | Scott Deshefy (V) - 1,3%                                                                                 | Joe Courtney (D)             |
| Connecticut          | 3         | Rosa DeLauro (D)              | Rosa DeLauro - 65,1%              | Larry Labriola - 33,6%           | Charlie Pillsbury (V) - 1,3%                                                                             | Rosa DeLauro (D)             |
| Connecticut          | 4         | Jim Himes (D)                 | Jim Himes - 53,1%                 | Dan Debicella - 46,9%            | | Jim Himes (D)                |
| Connecticut          | 5         | Chris Murphy (D)              | Chris Murphy - 54,1%              | Sam Caligiuri - 45,9%            | | Chris Murphy (D)             |
| Dakota del Nord      | Unico     | Earl Pomeroy (D-NPL)          | Earl Pomeroy - 44,9%              | Rick Berg - 54,9%                | | Rick Berg (R)                |
| Dakota del Sud       | Unico     | Stephanie Herseth Sandlin (D) | Stephanie Herseth Sandlin - 45,9% | Kristi Noem - 48,1%              | Thomas Marking (I) - 6,0%                                                                                | Kristi Noem (R)              |
| Delaware             | Unico     | Mike Castle (R)               | John Carney - 56,8%               | Glen Urquhart - 41,0%            | Earl Lofland - 1,2% Brent Wangen (L) - 0,6% Jeff Brown - 0,4%                                            | John Carney (D)              |
| Florida              | 1         | Jeff Miller (R)               | -                                 | Jeff Miller - 80,0%              | Joe Cantrell (I) - 10,9% John Krause (I) - 8,6%                                                          | Jeff Miller (R)              |
| Florida              | 2         | Allen Boyd (D)                | Allen Boyd - 41,4%                | Steve Southerland - 53,6%        | Paul McKain (I) - 2,8% Dianne Berryhill (I) - 2,2%                                                       | Steve Southerland (R)        |
| Florida              | 3         | Corrine Brown (D)             | Corrine Brown - 63,0%             | Mike Yost - 33,9%                | Terry Martin-Black (I) - 3,1%                                                                            | Corrine Brown (D)            |
| Florida              | 4         | Ander Crenshaw (R)            | -                                 | Ander Crenshaw - 77,2%           | Troy Stanley (I) - 22,8%                                                                                 | Ander Crenshaw (R)           |
| Florida              | 5         | Ginny Brown-Waite (R)         | Jim Piccillo - 32,6%              | Rich Nugent - 67,4%              | Eileen Fleming (I) - 3,0%                                                                                | Rich Nugent (R)              |
| Florida              | 6         | Cliff Stearns (R)             | -                                 | Cliff Stearns - 71,5%            | Steve Schonberg (I) - 28,5%                                                                              | Cliff Stearns (R)            |
| Florida              | 7         | John Mica (R)                 | Heather Beaven - 31,0%            | John Mica - 69,0%                | | John Mica (R)                |
| Florida              | 8         | Alan Grayson (D)              | Alan Grayson - 38,2%              | Daniel Webster - 56,1%           | Peg Dunmire (Tea) - 3,8% George Metcalfe (I) - 1,9%                                                      | Daniel Webster (R)           |
| Florida              | 9         | Gus Bilirakis (R)             | Anita de Palma - 28,6%            | Gus Bilirakis - 71,4%            | | Gus Bilirakis (R)            |
| Florida              | 10        | Bill Young (R)                | Charlie Justice - 34,1%           | Bill Young - 65,9%               | | Bill Young (R)               |
| Florida              | 11        | Kathy Castor (D)              | Kathy Castor - 59,6%              | Mike Prendergast - 40,4%         | | Kathy Castor (D)             |
| Florida              | 12        | Adam Putnam (R)               | Lori Edwards - 41,1%              | Dennis Ross - 48,1%              | Randy Wilkinson (Tea) - 10,7%                                                                            | Dennis Ross (R)              |
| Florida              | 13        | Vern Buchanan (R)             | James Golden - 31,1%              | Vern Buchanan - 68,9%            | | Vern Buchanan(R)             |
| Florida              | 14        | Connie Mack IV (R)            | James Lloyd Roach - 27,1%         | Connie Mack IV - 68,6%           | William St. Claire (I) - 4,3%                                                                            | Connie Mack IV (R)           |
| Florida              | 15        | Bill Posey (R)                | Shannon Roberts - 35,3%           | Bill Posey - 64,7%               | | Bill Posey (R)               |
| Florida              | 16        | Tom Rooney (R)                | Jim Horn - 33,1%                  | Tom Rooney - 55,9%               | | Tom Rooney (R)               |
| Florida              | 17        | Kendrick Meek (D)             | -                                 | Frederica Wilson - 86,2%         | Roderick Vereen (I) - 13,8%                                                                              | Frederica Wilson (D)         |
| Florida              | 18        | Ileana Ros-Lehtinen (R)       | Rolando Banciella - 31,1%         | Ileana Ros-Lehtinen - 68,9%      | | Ileana Ros-Lehtinen (R)      |
| Florida              | 19        | Ted Deutch (D)                | Ted Deutch - 62,6%                | Joe Budd - 37,3%                 | | Ted Deutch (D)               |
| Florida              | 20        | Debbie Wasserman Schultz (D)  | Debbie Wasserman Schultz - 60,2%  | Karen Harrington - 38,1%         | Stanley Blumenthal (I) - 1,0% Bob Kunst (I) - 0,8%                                                       | Debbie Wasserman Schultz (D) |
| Florida              | 21        | Lincoln Díaz-Balart (R)       | -                                 | Mario Díaz-Balart                | | Mario Díaz-Balart (R)        |
| Florida              | 22        | Ron Klein (D)                 | Ron Klein - 45,6%                 | Allen West - 54,4%               | | Allen West (R)               |
| Florida              | 23        | Alcee Hastings (D)            | Alcee Hastings - 79,1%            | Bernard Sansaricq - 20,9%        | Ilya Katz (I) - 1,1%                                                                                     | Alcee Hastings (D)           |
| Florida              | 24        | Suzanne Kosmas (D)            | Suzanne Kosmas - 40,3%            | Sandy Adams - 59,6%              | | Sandy Adams (R)              |
| Florida              | 25        | Nessuno                       | Joe Garcia - 42,6%                | David Rivera - 52,2%             | Roly Arroyo (Tea) - 3,0% Craig Porter - 2,2%                                                             | David Rivera (R)             |
| Georgia              | 1         | Jack Kingston (R)             | Oscar Harris - 28,4%              | Jack Kingston - 71,6%            | | Jack Kingston (R)            |
| Georgia              | 2         | Sanford Bishop (D)            | Sanford Bishop - 51,4%            | Mike Keown - 48,6%               | | Sanford Bishop (D)           |
| Georgia              | 3         | Lynn Westmoreland (R)         | Frank Saunders - 30,5%            | Lynn Westmoreland - 69,5%        | | Lynn Westmoreland (R)        |
| Georgia              | 4         | Hank Johnson (D)              | Hank Johnson - 74,7%              | Liz Carter - 25,3%               | | Hank Johnson (D)             |
| Georgia              | 5         | John Lewis (D)                | John Lewis - 73,7%                | Fenn Little - 26,3%              | | John Lewis (D)               |
| Georgia              | 6         | Tom Price (R)                 | -                                 | Tom Price                        | | Tom Price (R)                |
| Georgia              | 7         | John Linder (R)               | Doug Heckman - 32,9%              | Rob Woodall - 67,1%              | | Rob Woodall (R)              |
| Georgia              | 8         | Jim Marshall (D)              | Jim Marshall - 47,3%              | Austin Scott - 52,7%             | | Austin Scott (R)             |
| Georgia              | 9         | Tom Graves (R)                | -                                 | Tom Graves                       | | Tom Graves (R)               |
| Georgia              | 10        | Paul Broun (R)                | Russell Edwards - 32,6%           | Paul Broun - 67,4%               | | Paul Broun (R)               |
| Georgia              | 11        | Phil Gingrey (R)              | -                                 | Phil Gingrey                     | | Phil Gingrey (R)             |
| Georgia              | 12        | John Barrow (R)               | John Barrow - 56,6%               | Ray McKinney - 43,4%             | | John Barrow (R)              |
| Georgia              | 13        | David Scott (D)               | David Scott - 69,4%               | Mike Crane - 30,6%               | | David Scott (D)              |
| Hawaii               | 1         | Charles Djou (R)              | Colleen Hanabusa - 53,2%          | Charles Djou - 46,8%             | | Colleen Hanabusa (D)         |
| Hawaii               | 2         | Mazie Hirono (D)              | Mazie Hirono - 72,2%              | John Willoughby - 25,3%          | Patric Brock (L) - 1,8% Andrew Von Sonn (I) - 0,7%                                                       | Mazie Hirono (D)             |
| Idaho                | 1         | Walt Minnick (D)              | Walt Minnick - 41,3%              | Raúl Labrador - 51,0%            | Dave Olson (I) - 5,8% Mike Washburn (L) - 1,9%                                                           | Raúl Labrador (R)            |
| Idaho                | 2         | Mike Simpson (R)              | Mike Crawford - 24,4%             | Mike Simpson - 68,8%             | Brian Schad (I) - 6,8%                                                                                   | Mike Simpson (R)             |
| Illinois             | 1         | Bobby Rush (D)                | Bobby Rush - 80,3%                | Ray Wardingley - 15,9%           | Jeff Adams (V) - 3,8%                                                                                    | Bobby Rush (D)               |
| Illinois             | 2         | Jesse Jackson, Jr. (D)        | Jesse Jackson, Jr. - 80,5%        | Isaac C. Hayes - 13,8%           | Anthony Williams (V) - 5,7%                                                                              | Jesse Jackson, Jr. (D)       |
| Illinois             | 3         | Dan Lipinski (D)              | Dan Lipinski - 69,7%              | Michael Bendas - 24,3%           | Laurel Lambert Schmidt (V) - 6,0%                                                                        | Dan Lipinski (D)             |
| Illinois             | 4         | Luis Gutiérrez (D)            | Luis Gutiérrez - 77,4%            | Israel Vázquez - 4,3%            | Bob Burns (V) - 8,3%                                                                                     | Luis Gutiérrez (D)           |
| Illinois             | 5         | Michael Quigley (D)           | Mike Quigley - 70,6%              | David Ratowitz - 25,4%           | Matt Reichel (V) - 4,0%                                                                                  | Mike Quigley (D)             |
| Illinois             | 6         | Peter Roskam (R)              | Ben Lowe - 26,3%                  | Peter Roskam - 63,7%             | | Peter Roskam (R)             |
| Illinois             | 7         | Danny Davis (D)               | Danny Davis - 81,5%               | Mark Weiman - 16,1%              | Clarence Clemons (I) - 2,4%                                                                              | Danny Davis (D)              |
| Illinois             | 8         | Melissa Bean (D)              | Melissa Bean - 48,3%              | Joe Walsh - 48,5%                | Bill Scheurer (V) - 3,2%                                                                                 | Joe Walsh (R)                |
| Illinois             | 9         | Jan Schakowsky (D)            | Jan Schakowsky - 66,3%            | Joel Pollak - 31,1%              | Simon Ribeiro (V) - 2,5%                                                                                 | Jan Schakowsky (D)           |
| Illinois             | 10        | Mark Kirk (R)                 | Dan Seals - 48,9%                 | Robert Dold - 51,1%              | | Robert Dold (R)              |
| Illinois             | 11        | Debbie Halvorson (D)          | Debbie Halvorson - 42,6%          | Adam Kinzinger - 57,4%           | | Adam Kinzinger (R)           |
| Illinois             | 12        | Jerry Costello (D)            | Jerry Costello - 59,8%            | Teri Newman - 36,5%              | Rodger Jennings (V) - 3,6%                                                                               | Jerry Costello (D)           |
| Illinois             | 13        | Judy Biggert (R)              | Scott Harper - 36,2%              | Judy Biggert - 63,8%             | | Judy Biggert (R)             |
| Illinois             | 14        | Bill Foster (D)               | Bill Foster - 45,0%               | Randy Hultgren - 51,3%           | Dan Kairis (V) - 3,6%                                                                                    | Randy Hultgren (R)           |
| Illinois             | 15        | Timothy V. Johnson (R)        | David Gill - 35,7%                | Timothy V. Johnson - 64,3%       | | Timothy V. Johnson (R)       |
| Illinois             | 16        | Donald Manzullo (R)           | George Gaulrapp - 31,0%           | Donald Manzullo - 65,0%          | Terry Campbell (V) - 4,0%                                                                                | Donald Manzullo (R)          |
| Illinois             | 17        | Phil Hare (D)                 | Phil Hare - 43,0%                 | Bobby Schilling - 52,6%          | Roger Davis (V) - 4,4%                                                                                   | Bobby Schilling (R)          |
| Illinois             | 18        | Aaron Schock (R)              | D. K. Hirner - 25,8%              | Aaron Schock - 69,1%             | Sheldon Schafer (V) - 5,1%                                                                               | Aaron Schock (R)             |
| Illinois             | 19        | John Shimkus (R)              | Tim Bagwell - 28,8%               | John Shimkus - 71,2%             | | John Shimkus (R)             |
| Indiana              | 1         | Pete Visclosky (D)            | Pete Visclosky - 58,6%            | Mark Leyva - 38,6%               | Jon Morris (L) - 2,8%                                                                                    | Pete Visclosky (D)           |
| Indiana              | 2         | Joe Donnelly (D)              | Joe Donnelly - 48,2%              | Jackie Walorski - 46,8%          | Mark Vogel (L) - 5,0%                                                                                    | Joe Donnelly (D)             |
| Indiana              | 3         | Mark Souder (R)               | Tom Hayhurst - 33,1%              | Marlin Stutzman - 62,8%          | Scott Wise (L) - 4,1%                                                                                    | Marlin Stutzman (R)          |
| Indiana              | 4         | Steve Buyer (R)               | David Sanders - 26,3%             | Todd Rokita - 68,6%              | John Duncan (L) - 5,1%                                                                                   | Todd Rokita (R)              |
| Indiana              | 5         | Dan Burton (R)                | Tim Crawford - 25,4%              | Dan Burton - 62,1%               | Richard Reid (L) - 7,8% Jesse Trueblood (I) - 4,8%                                                       | Dan Burton (R)               |
| Indiana              | 6         | Mike Pence (R)                | Barry Welsh - 29,9%               | Mike Pence - 66,6%               | T. J. Thompson (L) - 3,5%                                                                                | Mike Pence (R)               |
| Indiana              | 7         | André Carson (D)              | André Carson - 58,9%              | Marvin Scott - 37,8%             | Dav Wilson (L) - 3,3%                                                                                    | André Carson (D)             |
| Indiana              | 8         | Brad Ellsworth (D)            | Trent VanHaaften - 37,4%          | Larry Bucshon - 57,6%            | John Cunningham (L) - 5,0%                                                                               | Larry Bucshon (R)            |
| Indiana              | 9         | Baron Hill (D)                | Baron Hill - 42,3%                | Todd Young - 52,3%               | Greg Knott (L) - 5,4%                                                                                    | Todd Young (R)               |
| Iowa                 | 1         | Bruce Braley (D)              | Bruce Braley - 49,5%              | Benjamin Lange - 47,5%           | Rob Petsche (L) - 1,9% Jason Faulkner (I) - 1,0%                                                         | Bruce Braley (R)             |
| Iowa                 | 2         | Dave Loebsack (D)             | Dave Loebsack - 51,0%             | Mariannette Miller-Meeks - 45,9% | Gary Sicard (L) - 1,9% Jon Tack (C) - 1,1%                                                               | Dave Loebsack (D)            |
| Iowa                 | 3         | Leonard Boswell (D)           | Leonard Boswell - 50,7%           | Brad Zaun - 46,5%                | Rebecca Williamson - 2,6%                                                                                | Leonard Boswell (D)          |
| Iowa                 | 4         | Tom Latham (R)                | Bill Maske - 32,0%                | Tom Latham - 65,6%               | Dan Lensing (I) - 2,4%                                                                                   | Tom Latham (R)               |
| Iowa                 | 5         | Steve King (R)                | Matt Campbell - 32,3%             | Steve King - 65,8%               | Martin Monroe (I) - 1,9%                                                                                 | Steve King (R)               |
| Kansas               | 1         | Jerry Moran (R)               | Alan Jilka - 22,8%                | Tim Huelskamp - 73,7%            | Jack Warner (L) - 3,3%                                                                                   | Tim Huelskamp (R)            |
| Kansas               | 2         | Lynn Jenkins (R)              | Cheryl Hudspeth - 32,3%           | Lynn Jenkins - 63,1%             | Robert Garrard (L) - 4,5%                                                                                | Lynn Jenkins (R)             |
| Kansas               | 3         | Dennis Moore (D)              | Stephene Moore - 38,6%            | Kevin Yoder - 58,4%              | Jasmin Talbert (L) - 2,9%                                                                                | Kevin Yoder (R)              |
| Kansas               | 4         | Todd Tiahrt (R)               | Raj Goyle - 36,4%                 | Mike Pompeo - 58,7%              | Susan Ducey - 2,4% Shawn Smith (L) - 2,2%                                                                | Mike Pompeo (R)              |
| Kentucky             | 1         | Ed Whitfield (R)              | Charles Hatchett - 28,8%          | Ed Whitfield - 71,2%             | | Ed Whitfield (R)             |
| Kentucky             | 2         | Brett Guthrie (R)             | Ed Marksberry - 32,1%             | Brett Guthrie - 67,9%            | | Brett Guthrie (R)            |
| Kentucky             | 3         | John Yarmuth (D)              | John Yarmuth - 54,7%              | Todd Lally - 44,0%               | Edward Martin (L) - 0,8% Michael Hansen (I) - 0,5%                                                       | John Yarmuth (D)             |
| Kentucky             | 4         | Geoff Davis (R)               | John Waltz - 30,5%                | Geoff Davis - 69,5%              | | Geoff Davis (R)              |
| Kentucky             | 5         | Hal Rogers (R)                | Jim Holbert - 22,6%               | Hal Rogers - 77,4%               | | Hal Rogers (R)               |
| Kentucky             | 6         | Ben Chandler (D)              | Ben Chandler - 50,1%              | Andy Barr - 49,9%                | | Ben Chandler (D)             |
| Louisiana            | 1         | Steve Scalise (R)             | Myron Katz - 19,2%                | Steve Scalise - 78,5%            | Arden Wells (I) - 2,3%                                                                                   | Steve Scalise (R)            |
| Louisiana            | 2         | Joseph Cao (R)                | Cedric Richmond - 64,6%           | Joseph Cao - 33,5%               | Anthony Marquize (I) - 1,4% Jack Radosta (I) - 0,5%                                                      | Cedric Richmond (D)          |
| Louisiana            | 3         | Charlie Melançon (D)          | Ravi Sangisetty - 36,2%           | Jeff Landry - 63,8%              | | Jeff Landry (R)              |
| Louisiana            | 4         | John Fleming (R)              | David Melville - 32,4%            | John Fleming - 62,3%             | Artis Cash (I) - 5,3%                                                                                    | John Fleming (R)             |
| Louisiana            | 5         | Rodney Alexander (R)          | -                                 | Rodney Alexander - 78,6%         | Tom Gibbs (I) - 21,4%                                                                                    | Rodney Alexander (R)         |
| Louisiana            | 6         | Bill Cassidy (R)              | Merritt McDonald - 34,4%          | Bill Cassidy - 65,6%             | | Bill Cassidy (R)             |
| Louisiana            | 7         | Charles Boustany (R)          | -                                 | Charles Boustany                 | | Charles Boustany (R)         |
| Maine                | 1         | Chellie Pingree (D)           | Chellie Pingree - 56,8%           | Dean Peter Scontras - 43,2%      | | Chellie Pingree (D)          |
| Maine                | 2         | Mike Michaud (D)              | Mike Michaud - 55,1%              | Jason Levesque - 45,9%           | | Mike Michaud (D)             |
| Maryland             | 1         | Frank Kratovil (D)            | Frank Kratovil - 42,0%            | Andy Harris - 54,1%              | Richard Davis (L) - 3,8%                                                                                 | Andy Harris (R)              |
| Maryland             | 2         | Dutch Ruppersberger (D)       | Dutch Ruppersberger - 64,2%       | Marcello Cardarelli - 33,3%      | Lorenzo Gaztanaga (L) - 2,4%                                                                             | Dutch Ruppersberger (D)      |
| Maryland             | 3         | John Sarbanes (D)             | John Sarbanes - 61,1%             | Jim Wilhelm - 36,0%              | Jerry McKinley (L) - 2,2% Alain Lareau (C) - 0,7%                                                        | John Sarbanes (D)            |
| Maryland             | 4         | Donna Edwards (D)             | Donna Edwards - 83,6%             | Robert Broadus - 16,4%           | | Donna Edwards (D)            |
| Maryland             | 5         | Steny Hoyer (D)               | Steny Hoyer - 64,3%               | Charles Lollar - 34,6%           | Gavin Shickle (L) - 1,1%                                                                                 | Steny Hoyer (D)              |
| Maryland             | 6         | Roscoe Bartlett (R)           | Andrew Duck - 33,2%               | Roscoe Bartlett - 61,5%          | Dan Massey (L) - 2,8% Michael Reed (C) - 2,4%                                                            | Roscoe Bartlett (R)          |
| Maryland             | 7         | Elijah Cummings (D)           | Elijah Cummings - 75,2%           | Frank Mirable - 22,8%            | Scott Spencer (L) - 1,9%                                                                                 | Elijah Cummings (D)          |
| Maryland             | 8         | Chris Van Hollen (D)          | Chris Van Hollen - 73,3%          | Michael Lee Philips - 25,0%      | Mark Grannis (L) - 1,3% Fred Nordhorn (C) - 1,3%                                                         | Chris Van Hollen (D)         |
| Massachusetts        | 1         | John Olver (D)                | John Olver - 60,0%                | William Gunn - 34,9%             | Michael Engel (I) - 5,1%                                                                                 | John Olver (D)               |
| Massachusetts        | 2         | Richard Neal (D)              | Richard Neal - 57,4%              | Thomas Wesley - 42,6%            | | Richard Neal (D)             |
| Massachusetts        | 3         | Jim McGovern                  | Jim McGovern - 56,5%              | Martin Lamb - 30,2%              | Patrick Barron (I) - 4,3%                                                                                | Jim McGovern (D)             |
| Massachusetts        | 4         | Barney Frank (D)              | Barney Frank - 53,9%              | Sean Bielat - 43,4%              | Susan Allen (I) - 1,5% Donald Jordan (I) - 1,2%                                                          | Barney Frank (D)             |
| Massachusetts        | 5         | Niki Tsongas (D)              | Niki Tsongas - 54,9%              | Jonathan Golnik - 42,3%          | Dale Brown (I) - 2,0% Robert Clark (I) - 0,9%                                                            | Niki Tsongas (D)             |
| Massachusetts        | 6         | John Tierney (D)              | John Tierney - 56,9%              | Bill Hudak - 43,1%               | | John Tierney (D)             |
| Massachusetts        | 7         | Ed Markey (D)                 | Ed Markey - 66,5%                 | Gerry Dembrowski - 33,5%         | | Ed Markey (D)                |
| Massachusetts        | 8         | Mike Capuano (D)              | Mike Capuano                      | -                                | | Mike Capauano (D)            |
| Massachusetts        | 9         | Stephen Lynch (D)             | Stephen Lynch - 68,4%             | Vernon Harrison - 26,1%          | Philip Dunkelbarger (I) - 5,6%                                                                           | Stephen Lynch (D)            |
| Massachusetts        | 10        | Bill Delahunt (D)             | Bill Delahunt - 46,9%             | Jeff Perry - 42,4%               | Maryanne Lewis (I) - 5,9% James Sheets (I) - 3,7% Joe Van Nes (I) - 1,1%                                 | Bill Delahunt (D)            |
| Michigan             | 1         | Bart Stupak (D)               | Gary McDowell - 40,9%             | Dan Benishek - 51,9%             | Glenn Wilson (I) - 3,4% Pat Lambert - 1,8% Keith Shelton (L) - 1,1% Ellis Boal (V) - 0,9%                | Dan Benishek (R)             |
| Michigan             | 2         | Pete Hoekstra (R)             | Fred Johnson - 31,6%              | Bill Huizenga - 65,3%            | Jay Gillotte (L) - 1,2% Ronald Graeser - 1,0% Lloyd Clarke (V) - 0,9%                                    | Bill Huizenga (R)            |
| Michigan             | 3         | Vern Ehlers (R)               | Pat Miles - 37,5%                 | Justin Amash - 59,7%             | James Rogers (L) - 1,2% Ted Gerrard - 1,0% Charlie Shick (V) - 0,7%                                      | Justin Amash (R)             |
| Michigan             | 4         | David Lee Camp (R)            | Jerry Campbell - 30,5%            | David Lee Camp - 66,2%           | John Emerick - 1,7% Clint Foster (L) - 1,6%                                                              | David Lee Camp (R)           |
| Michigan             | 5         | Dan Kildee (D)                | Dan Kildee - 53,0%                | John Kuipec - 44,3%              | Matt de Heus (V) - 1,3% Michael Moon (L) - 1,3%                                                          | Dan Kildee (D)               |
| Michigan             | 6         | Fred Upton (R)                | Don Cooney - 33,6%                | Fred Upton - 62,0%               | Mel Vaulkner - 1,8% Fred Strand (L) - 1,7% Pat Foster (V) - 0,9%                                         | Fred Upton (R)               |
| Michigan             | 7         | Mark Schauer (D)              | Mark Schauer - 45,4%              | Tim Walberg - 50,2%              | Scott Aughney (I) - 1,6% Greg Merle (L) - 1,4% Richard Wunsch (V) - 1,4%                                 | Tim Walberg (R)              |
| Michigan             | 8         | Mike Rogers (R)               | Lance Enderle - 34,3%             | Mike Rogers - 64,1%              | Bob Dashairya (L) - 1,6%                                                                                 | Mike Rogers (R)              |
| Michigan             | 9         | Gary Peters (D)               | Gary Peters - 49,8%               | Rocky Raczkowski - 47,2%         | Adam Goodman (L) - 1,0% Douglas Campbell (V) - 1,0% Bob Gray (I) - 0,7% Matthew Kuofie (I) - 0,3%        | Gary Peters (D)              |
| Michigan             | 10        | Candice Miller (R)            | Henry Yanez - 25,0%               | Candice Miller - 72,0%           | Claude Beavers (L) - 1,6% Candace Caveny (V) - 1,4%                                                      | Candice Miller (R)           |
| Michigan             | 11        | Thad McCotter (R)             | Natalie Mosher - 38,5%            | Thad McCotter - 59,3%            | John Tatar (L) - 2,2%                                                                                    | Thad McCotter (R)            |
| Michigan             | 12        | Sander Levin (D)              | Sander Levin - 61,1%              | Don Volaric - 35,0%              | Julia Williams (V) - 1,5% Leonard Schwartz (L) - 1,1% Les Townsend - 1,1% Alan Jacquemotte (I) - 0,2%    | Sander Levin (D)             |
| Michigan             | 13        | Carolyn Cheeks Kilpatrick (D) | Hansen Clarke - 79,4%             | John Hauler - 18,5%              | George Corsetti (V) - 0,8% Duane Montgomery (I) - 0,7% Heidi Peterson (L) - 0,6%                         | Hansen Clarke (D)            |
| Michigan             | 14        | John Conyers (D)              | John Conyers - 76,8%              | Don Ukrainec - 19,9%             | Marc Sosnowski - 2,1% Rick Secula (L) - 1,2%                                                             | John Conyers (D)             |
| Michigan             | 15        | John Dingell (D)              | John Dingell - 56,8%              | Rob Steele - 40,1%               | Aimee Smith (V) - 1,3% Kerry Morgan (L) - 0,9% Matt Furman - 0,9%                                        | John Conyers (D)             |
| Minnesota            | 1         | Tim Walz (DFL)                | Tim Walz - 49,4%                  | Randy Demmer - 44,1%             | Steven Wilson - 5,3% Lars Johnson (I) - 1,2%                                                             | Tim Walz (DFL)               |
| Minnesota            | 2         | John Kline (R)                | Shelly Madore - 36,6%             | John Kline - 63,3%               | | John Kline (R)               |
| Minnesota            | 3         | Erik Paulsen (R)              | Jim Meffert - 36,6%               | Erik Paulsen - 58,8%             | Jon Oleson - 4,6%                                                                                        | Erik Paulsen (R)             |
| Minnesota            | 4         | Betty McCollum (DFL)          | Betty McCollum - 59,1%            | Teresa Collett - 34,6%           | Steve Carlson - 6,1%                                                                                     | Betty McCollum (DFL)         |
| Minnesota            | 5         | Keith Ellison (DFL)           | Keith Ellison - 67,7%             | Alexander Demos - 24,1%          | Lynn Torgerson (I) - 3,7% Tom Schrunk - 3,3% Michael Cavlan (I) - 1,1%                                   | Keith Ellison (DFL)          |
| Minnesota            | 6         | Michele Bachmann (R)          | Tarryl Clark - 39,8%              | Michele Bachmann - 52,5%         | Bob Anderson - 5,8% Aubrey Immelman (I) - 1,8%                                                           | Michele Bachmann (R)         |
| Minnesota            | 7         | Collin Peterson (DFL)         | Collin Peterson - 55,2%           | Lee Byberg - 37,6%               | Gene Waldorf - (I) 3,9% Glen Menze - 3,3%                                                                | Collin Peterson (DFL)        |
| Minnesota            | 8         | Jim Oberstar (D)              | Jim Oberstar - 46,6%              | Chip Cravaack - 48,2%            | Tim Olson - 4,3% George Burton (C) - 0,9%                                                                | Chip Cravaack (R)            |
| Mississippi          | 1         | Travis Childers (D)           | Travis Childers - 40,8%           | Alan Nunnelee - 55,3%            | Wally Pang (I) - 1,0%                                                                                    | Alan Nunnelee (R)            |
| Mississippi          | 2         | Bennie Thompson (D)           | Bennie Thompson - 61,5%           | Bill Marcy - 37,5%               | Ashley Norwood - 0,9%                                                                                    | Bennie Thompson (D)          |
| Mississippi          | 3         | Gregg Harper (R)              | Joel Gill - 31,2%                 | Gregg Harper - 68,0%             | Tracella Lou O'Hara Hill - 0,8%                                                                          | Gregg Harper (R)             |
| Mississippi          | 4         | Gene Taylor (D)               | Gene Taylor - 46,8%               | Steven Palazzo - 51,9%           | Tim Hampton (L) - 0,9% Anna Jewel Revies - 0,4%                                                          | Steven Palazzo (R)           |
| Missouri             | 1         | Lacy Clay (D)                 | Lacy Clay - 73,6%                 | Robyn Hamlin - 23,6%             | Julie Stone (L) - 2,8%                                                                                   | Lacy Clay (D)                |
| Missouri             | 2         | Todd Akin (R)                 | Arthur Lieber - 29,2%             | Todd Akin - 67,9%                | Bill Slantz (L) - 2,3% Anitol Zorikova (C) - 0,5%                                                        | Todd Akin (R)                |
| Missouri             | 3         | Russ Carnahan (D)             | Russ Carnahan - 48,9%             | Ed Martin - 46,7%                | Steven Hedrick (L) - 2,8% Nick Ivanovich (C) - 1,6%                                                      | Russ Carnahan (D)            |
| Missouri             | 4         | Ike Skelton (D)               | Ike Skelton - 45,1%               | Vicky Hartzler - 50,4%           | Jason Michael Braun (L) - 2,7% Greg Cowan (C) - 1,7%                                                     | Vicky Hartzler (R)           |
| Missouri             | 5         | Emanuel Cleaver (D)           | Emanuel Cleaver - 53,3%           | Jacob Turk - 44,2%               | Randy Langkraehr (L) - 1,6% Dave Lay (C) - 0,9%                                                          | Emanuel Cleaver (D)          |
| Missouri             | 6         | Sam Graves (R)                | Clint Hylton - 30,5%              | Sam Graves - 69,4%               | | Sam Graves (R)               |
| Missouri             | 7         | Roy Blunt (R)                 | Scott Eckersley - 30,4%           | Billy Long - 63,4%               | Kevin Craig (L) - 6,2%                                                                                   | Billy Long (R)               |
| Missouri             | 8         | Jo Ann Emerson (R)            | Tommy Sowers - 28,8%              | Jo Ann Emerson - 65,6%           | Larry Bill (I) - 3,7% Rick Vandeven (L) - 2,0%                                                           | Jo Ann Emerson (R)           |
| Missouri             | 9         | Blaine Luetkemeyer (R)        | -                                 | Blaine Luetkemeyer - 77,4%       | Christopher Dwyer (L) - 22,3%                                                                            | Blaine Luetkemeyer (R)       |
| Montana              | Unico     | Denny Rehberg (R)             | Dennis McDonald - 33,8%           | Denny Rehberg - 60,3%            | Mike Fellows (L) - 5,7%                                                                                  | Denny Rehberg (R)            |
| Nebraska             | 1         | Jeff Fortenberry (R)          | Ivy Harper - 28,7%                | Jeff Fortenberry - 71,3%         | | Jeff Fortenberry (R)         |
| Nebraska             | 2         | Lee Terry (R)                 | Tom White - 39,2%                 | Lee Terry - 60,8%                | | Lee Terry (R)                |
| Nebraska             | 3         | Adrian Smith (R)              | Rebekah Davis -17,9%              | Adrian Smith - 70,1%             | Dan Hill (I) - 12,0%                                                                                     | Adrian Smith (R)             |
| Nevada               | 1         | Shelley Berkley (D)           | Shelley Berkley - 61,7%           | Kenneth A. Wegner - 35,3%        | Jonathan Hansen - 1,7% Ed Klapproth (L) - 1,3%                                                           | Shelley Berkley (D)          |
| Nevada               | 2         | Dean Heller (R)               | Nancy Price - 32,7%               | Dean Heller - 63,3%              | Russell Best - 4,0%                                                                                      | Dean Heller (R)              |
| Nevada               | 3         | Dina Titus (D)                | Diana Titus - 47,5%               | Joe Heck - 48,1%                 | Barry Michaels (I) - 2,4% Joe Silvestri (L) - 1,5% Scott Narder - 0,5%                                   | Joe Heck (R)                 |
| New Hampshire        | 1         | Carol Shea-Porter (R)         | Carol Shea-Porter - 42,4%         | Frank Guinta - 54,0%             | Philip Hodson (L) - 3,5%                                                                                 | Frank Guinta (R)             |
| New Hampshire        | 2         | Paul Hodes (D)                | Annie Kuster - 46,8%              | Charles Bass - 48,3%             | Tim vanBlommesteyn (I) - 2,8% Howard Wilson (L) - 2,1%                                                   | Charles Bass (R)             |
| New Jersey           | 1         | Rob Andrews (D)               | Rob Andrews - 63,2%               | Dale Glading - 34,8%             | Mark Heacock (V) - 1,0% Margaret Chapman (I) - 0,7% Nicky Petrutz (I) - 0,3%                             | Rob Andrews (D)              |
| New Jersey           | 2         | Frank LoBiondo (R)            | Gary Stein - 30,9%                | Frank LoBiondo - 65,5%           | Peter Boyce (C) - 2,5% Mark Lovett (I) - 0,7% Vitov Valdes-Munoz (I) - 0,4%                              | Frank LoBiondo (R)           |
| New Jersey           | 3         | John Adler (D)                | John Adler - 47,3%                | Jon Runyan - 50,0%               | Peter DeStefano (Tea) - 1,5% Russ Conger (L) - 0,7% Larry Donahue (I) - 0,5%                             | Jon Runyan (R)               |
| New Jersey           | 4         | Chris Smith (R)               | Howard Kleinhendler - 27,9%       | Chris Smith - 69,4%              | Joe Siano (L) - 1,6% Steve Welzer (V) - 0,8% David Meiswinkle (I) - 0,3%                                 | Chris Smith (R)              |
| New Jersey           | 5         | Scott Garrett (R)             | Tod Thiese - 32,7%                | Scott Garrett - 65,0%            | Ed Fanning (V) - 1,2% Mark Quick (I) - 0,9% James Radigan (I) - 0,2%                                     | Scott Garrett (R)            |
| New Jersey           | 6         | Frank Pallone (D)             | Frank Pallone - 54,7%             | Anna Little - 43,7%              | Jack Freudenheim (I) - 0,9% Karen Anne Zaletel (I) - 0,7%                                                | Frank Pallone (D)            |
| New Jersey           | 7         | Leonard Lance (R)             | Ed Potosnak - 40,6%               | Leonard Lance - 59,4%            | | Leonard Lance (R)            |
| New Jersey           | 8         | Bill Pascrell                 | Bill Pascrell - 62,7%             | Roland Straten - 36,1%           | Raymond Giangrasso (I) - 1,2%                                                                            | Bill Pascrell (D)            |
| New Jersey           | 9         | Steve Rothman (D)             | Steve Rothman - 60,7%             | Michael Agosta - 47,8%           | Patricia Alessandrini (V) - 1,4%                                                                         | Steve Rothman (D)            |
| New Jersey           | 10        | Donald M. Payne (D)           | Donald M. Payne - 85,2%           | Michael Alonso - 12,8%           | Joanne Miller (I) - 1,0% Robert Toussaint (I) - 1,0%                                                     | Donald M. Payne (D)          |
| New Jersey           | 11        | Rodney Frelinghuysen (R)      | Douglas Herbert - 30,5%           | Rodney Frelinghuysen - 67,2%     | Jim Gawron (L) - 2,3%                                                                                    | Rodney Frelinghuysen (R)     |
| New Jersey           | 12        | Rush D. Holt, Jr. (D)         | Rush D. Holt, Jr. - 53,0%         | Scott M. Sipprelle - 45,9%       | Ken Cody (I) - 1,1%                                                                                      | Rush D. Holt, Jr. (D)        |
| New Jersey           | 13        | Albio Sires (D)               | Albio Sires - 74,1%               | Henrietta Dwyer - 23,0%          | Anthony Zanowic (I) - 1,8% Máximo Gómez Nacer (I) - 1,1%                                                 | Albio Sires (D)              |
| New York             | 1         | Tim Bishop (D)                | Tim Bishop - 50,2%                | Randy Altschuler - 49,8%         | | Tim Bishop (D)               |
| New York             | 2         | Steve Israel (D)              | Steve Israel - 56,4%              | John Gomez - 42,9%               | Anthony Tolda (C) - 0,7%                                                                                 | Steve Israel (D)             |
| New York             | 3         | Peter T. King (R)             | Howard Kudler - 28,0%             | Peter T. King - 72,0%            | | Peter T. King (R)            |
| New York             | 4         | Carolyn McCarthy (D)          | Carolyn McCarthy - 53,6%          | Fran Becker - 46,4%              | | Carolyn McCarthy (D)         |
| New York             | 5         | Gary Ackerman (D)             | Gary Ackerman - 63,1%             | James Milano - 36,2%             | Liz Berney (L) - 0,7%                                                                                    | Gary Ackerman (D)            |
| New York             | 6         | Gregory Meeks (D)             | Gregory Meeks - 87,8%             | Asher Taub - 12,2%               | | Gregory Meeks (D)            |
| New York             | 7         | Joseph Crowley (D)            | Joe Crowley - 80,6%               | Ken Reynolds - 18,2%             | Tony Gronowicz (V) - 1,2%                                                                                | Joe Crowley (D)              |
| New York             | 8         | Jerry Nadler (D)              | Jerry Nadler - 75,5%              | Susan Kone - 24,5%               | | Jerry Nadler (D)             |
| New York             | 9         | Anthony Weiner (D)            | Anthony Weiner - 60,8%            | Bob Turner - 39,2%               | | Anthony Weiner (D)           |
| New York             | 10        | Edolphus Towns (D)            | Edolphus Towns - 91,1%            | Diana Muniz - 7,1%               | Ernest Johnson (C) - 1,8%                                                                                | Edolphus Towns (D)           |
| New York             | 11        | Yvette Clarke (D)             | Yvette Clarke - 90,6%             | Hugh Carr - 9,4%                 | | Yvette Clarke (D)            |
| New York             | 12        | Nydia Velázquez (D)           | Nydia Velázquez - 93,9%           | -                                | Alice Gaffney (C) - 6,1%                                                                                 | Nydia Velázquez (D)          |
| New York             | 13        | Michael McMahon (D)           | Michael McMahon - 48,0%           | Michael Grimm - 51,3%            | Tom Vendittelli (L) - 0,7%                                                                               | Michael Grimm (R)            |
| New York             | 14        | Carolyn B. Maloney (D)        | Carolyn Maloney - 75,1%           | David Brumberg - 22,4%           | Timothy Healy (C) - 1,3% Dino LaVerghetta (I) - 1,1%                                                     | Carolyn Maloney (D)          |
| New York             | 15        | Charles Rangel (D)            | Charles Rangel - 80,4%            | Michael Faulkner - 10,4%         | Craig Schley (I) - 6,8% Roger Calero - 2,3%                                                              | Charles Rangel (D)           |
| New York             | 16        | José Serrano (D)              | José Serrano - 96,3%              | Frank Della Valle - 3,7%         | | José Serrano (D)             |
| New York             | 17        | Eliot Engel (D)               | Eliot Engel - 72,9%               | Tony Melé - 22,8%                | York Kleinhandler - 4,3%                                                                                 | Eliot Engel (D)              |
| New York             | 18        | Nita Lowey (D)                | Nita Lowey - 62,2%                | Jim Russell - 37,8%              | | Nita Lowey (D)               |
| New York             | 19        | John Hall (D)                 | John Hall - 47,3%                 | Nan Hayworth - 52,7%             | | Nan Hayworth (R)             |
| New York             | 20        | Scott Murphy (D)              | Scott Murphy - 45,1%              | Chris Gibson - 54,9%             | | Chris Gibson (R)             |
| New York             | 21        | Paul Tonko (D)                | Paul Tonko - 59,3%                | Theodore Danz - 40,7%            | | Paul Tonko (D)               |
| New York             | 22        | Maurice Hinchey (D)           | Maurice Hinchey - 52,7%           | George Phillips - 47,3%          | | Maurice Hinchey (D)          |
| New York             | 23        | Bill Owens (D)                | Bill Owens - 47,5%                | Matt Doheny - 46,4%              | Doug Hoffman - 6,1%                                                                                      | Bill Owens (D)               |
| New York             | 24        | Mike Arcuri (D)               | Mike Arcuri - 46,9%               | Richard Hanna - 53,1%            | | Richard Hanna (R)            |
| New York             | 25        | Dan Maffei (D)                | Dan Maffei - 49,4%                | Ann Marie Buerkle - 50,2%        | | Ann Marie Buerkle (R)        |
| New York             | 26        | Chris Lee (R)                 | Brian Higgins - 74,6%             | Chris Lee - 73,6%                | | Chris Lee (R)                |
| New York             | 27        | Brian Higgins (D)             | Brian Higgins - 60,9%             | Leonard Roberto - 39,1%          | | Brian Higgins (D)            |
| New York             | 28        | Louise Slaughter (D)          | Louise Slaughter - 64,9%          | Jill Rowland - 35,1%             | | Louise Slaughter (D)         |
| New York             | 29        | Eric Massa (D)                | Matt Zeller - 43,4%               | Tom Reed - 56,6%                 | | Tom Reed (R)                 |
| Nuovo Messico        | 1         | Martin Heinrich (D)           | Martin Heinrich - 51,8%           | Jon Barela - 48,2%               | | Martin Heinrich (D)          |
| Nuovo Messico        | 2         | Harry Teague (D)              | Harry Teague - 44,6%              | Steve Pearce - 55,4%             | | Steve Pearce (R)             |
| Nuovo Messico        | 3         | Ben Ray Luján (D)             | Ben Ray Luján - 57,0%             | Tom Mullins - 43,0%              | | Ben Ray Luján (D)            |
| Ohio                 | 1         | Steve Driehaus (D)            | Steve Driehaus - 46,0%            | Steve Chabot - 51,5%             | Jim Berns (L) - 1,5% Rich Stevenson (V) - 1,0%                                                           | Steve Chabot (R)             |
| Ohio                 | 2         | Jean Schmidt (R)              | Surya Yalamanchili - 34,7%        | Jean Schmidt - 58,5%             | Marc Johnston (L) - 6,8%                                                                                 | Jean Schmidt (R)             |
| Ohio                 | 3         | Mike Turner (R)               | Joe Roberts - 31,9%               | Mike Turner - 68,1%              | | Mike Turner (R)              |
| Ohio                 | 4         | Jim Jordan (R)                | Doug Litt - 24,7%                 | Jim Jordan - 71,5%               | Donald Kissick (L) - 3,8%                                                                                | Jim Jordan (R)               |
| Ohio                 | 5         | Bob Latta (R)                 | Caleb Finkenbiner - 26,5%         | Bob Latta - 67,8%                | Brian Smith (L) - 5,7%                                                                                   | Bob Latta (R)                |
| Ohio                 | 6         | Charlie Wilson (D)            | Charlie Wilson - 45,1%            | Bill Johnson - 50,2%             | Richard Cadle (C) - 2,5% Martin Elsass (L) - 2,2%                                                        | Bill Johnson (R)             |
| Ohio                 | 7         | Steve Austria (R)             | Bill Conner - 32,3%               | Steve Austria - 62,2%            | John Anderson (L) - 4,3% David Easton (C) - 1,3%                                                         | Steve Austria (R)            |
| Ohio                 | 8         | John Boehner (R)              | Justin Coussoule - 30,3%          | John Boehner - 65,6%             | David Harlow (L) - 2,4% James Condit (C) - 1,7%                                                          | Warren Davidson (R)          |
| Ohio                 | 9         | Marcy Kaptur (D)              | Marcy Kaptur - 59,4%              | Rich Iott - 40,6%                | | Marcy Kaptur (D)             |
| Ohio                 | 10        | Dennis Kucinich (D)           | Dennis Kucinich - 53,0%           | Sharen Neuhardt - 43,9%          | Jeff Goggins (L) - 3,1%                                                                                  | Dennis Kucinich (D)          |
| Ohio                 | 11        | Marcia Fudge (D)              | Marcia Fudge - 82,9%              | Thomas Pekarek - 17,1%           | | Marcia Fudge (D)             |
| Ohio                 | 12        | Pat Tiberi (R)                | Paula Brooks - 40,9%              | Pat Tiberi - 55,8%               | Travis Irvine (L) - 3,2%                                                                                 | Pat Tiberi (R)               |
| Ohio                 | 13        | Betty Sutton (D)              | Betty Sutton - 55,7%              | Tom Ganley - 44,3%               | | Betty Sutton (D)             |
| Ohio                 | 14        | Steve LaTourette (R)          | William O'Neill - 31,5%           | Steve LaTourette - 64,9%         | John Jelenic (L) - 3,6%                                                                                  | Steve LaTourette (R)         |
| Ohio                 | 15        | Mary Jo Kilroy (D)            | Mary Jo Kilroy - 41,3%            | Steve Stivers - 54,1%            | William Kammerer (L) - 2,8% David Ryon (C) - 1,8%                                                        | Steve Stivers (R)            |
| Ohio                 | 16        | John Boccieri (D)             | John Boccieri - 41,3%             | Jim Renacci - 52,1%              | Jeffrey Blevins (L) - 6,6%                                                                               | Jim Renacci (R)              |
| Ohio                 | 17        | Tim Ryan (D)                  | Tim Ryan - 53,9%                  | Jim Graham - 30,1%               | Jim Traficant (I) - 16,0%                                                                                | Tim Ryan (D)                 |
| Ohio                 | 18        | Zack Space (D)                | Zack Space - 40,5%                | Bob Gibbs - 53,9%                | Lindsey Sutton (C) - 5,6%                                                                                | Bob Gibbs (R)                |
| Oklahoma             | 1         | John Alfred Sullivan (R)      | -                                 | John Alfred Sullivan - 76,8%     | Angelia O'Dell (I) - 23,2%                                                                               | John Alfred Sullivan (R)     |
| Oklahoma             | 2         | Dan Boren (D)                 | Dan Boren - 56,5%                 | Charles Thompson - 43,5%         | | Dan Boren (D)                |
| Oklahoma             | 3         | Frank Lucas (R)               | Frankie Robbins - 22,0%           | Frank Lucas - 78,0%              | | Frank Lucas (R)              |
| Oklahoma             | 4         | Tom Cole (R)                  | -                                 | Tom Cole                         | | Tom Cole (R)                 |
| Oklahoma             | 5         | Mary Fallin (R)               | Billy Coyle - 34,5%               | James Lankford - 62,5%           | Clark Duffe (I) - 1,6% Dave White (I) - 1,4%                                                             | James Lankford (R)           |
| Oregon               | 1         | David Wu (D)                  | David Wu - 54,8%                  | Rob Cornilles - 42,0%            | Don LaMunyon (C) - 1,3% Chris Henry (V) - 1,0% Joe Tabor (L) - 0,9%                                      | David Wu (D)                 |
| Oregon               | 2         | Greg Walden (R)               | Joyce Segers - 25,9%              | Greg Walden - 74,1%              | | Greg Walden (R)              |
| Oregon               | 3         | Earl Blumenauer (D)           | Earl Blumenauer - 70,1%           | Delia Lopez - 24,6%              | Jeff Lawrence (L) - 3,0% Michael Meo (V) - 2,3%                                                          | Earl Blumenauer (D)          |
| Oregon               | 4         | Peter DeFazio (D)             | Peter DeFazio - 54,6%             | Art Robinson - 43,7%             | Mike Beilstein (V) - 1,7%                                                                                | Peter DeFazio (D)            |
| Oregon               | 5         | Kurt Schrader (D)             | Kurt Schrader - 51,3%             | Scott Bruun - 46,9%              | Chris Lugo (V) - 2,7%                                                                                    | Kurt Schrader (D)            |
| Pennsylvania         | 1         | Bob Brady (D)                 | Bob Brady                         | -                                | | Bob Brady (D)                |
| Pennsylvania         | 2         | Chaka Fattah (D)              | Chaka Fattah - 89,3%              | Rick Hellberg - 10,7%            | | Chaka Fattah (D)             |
| Pennsylvania         | 3         | Kathy Dahlkemper (D)          | Kathy Dahlkemper - 44,3%          | Mike Kelly - 45,7%               | | Mike Kelly (R)               |
| Pennsylvania         | 4         | Jason Altmire (D)             | Jason Altmire - 50,8%             | Keith Rothfus - 49,2%            | | Jason Altmire (D)            |
| Pennsylvania         | 5         | Glenn Thompson (R)            | Michael Pipe - 28,2%              | Glenn Thompson - 68,7%           | Vernon Etzel (L) - 3,1%                                                                                  | Glenn Thompson (R)           |
| Pennsylvania         | 6         | Jim Gerlach (R)               | Manan Trivedi - 42,9%             | Jim Gerlach - 57,1%              | | Jim Gerlach (R)              |
| Pennsylvania         | 7         | Joe Sestak (D)                | Bryan Lentz - 44,0%               | Pat Meehan - 54,9%               | Jim Schneller (I) - 1,1%                                                                                 | Pat Meehan (R)               |
| Pennsylvania         | 8         | Patrick Murphy (D)            | Patrick Murphy - 46,5%            | Mike Fitzpatrick - 53,5%         | | Mike Fitzpatrick (R)         |
| Pennsylvania         | 9         | Bill Shuster (R)              | Tom Conners - 26,1%               | Bill Shuster - 73,9%             | | Bill Shuster (R)             |
| Pennsylvania         | 10        | Chris Carney (D)              | Chris Carney - 44,9%              | Tom Marino - 55,2%               | | Tom Marino (R)               |
| Pennsylvania         | 11        | Paul Kanjorski (D)            | Paul Kanjorski - 45,3%            | Lou Barletta - 54,7%             | | Lou Barletta (R)             |
| Pennsylvania         | 12        | Mark Critz (D)                | Mark Critz - 50,8%                | Tim Burns - 49,2%                | | Mark Critz (D)               |
| Pennsylvania         | 13        | Allyson Schwartz (D)          | Allyson Schwartz - 56,3%          | Dee Adcock - 43,7%               | | Allyson Schwartz (D)         |
| Pennsylvania         | 14        | Mike Doyle (D)                | Mike Doyle - 68,8%                | Melissa Haluszczak - 28,2%       | Ed Bortz (V) - 3,0%                                                                                      | Mike Doyle (D)               |
| Pennsylvania         | 15        | Charlie Dent (R)              | John Callahan - 39,0%             | Charlie Dent - 53,5%             | Jake Towne (I) - 7,5%                                                                                    | Charlie Dent (R)             |
| Pennsylvania         | 16        | Joe Pitts (R)                 | Lois Herr - 34,6%                 | Joe Pitts - 65,4%                | | Joe Pitts (R)                |
| Pennsylvania         | 17        | Tim Holden (D)                | Tim Holden - 55,5%                | Dave Argall - 44,5%              | | Tim Holden (D)               |
| Pennsylvania         | 18        | Tim Murphy (R)                | Dan Connolly - 32,7%              | Tim Murphy - 67,3%               | | Tim Murphy (R)               |
| Pennsylvania         | 19        | Todd Platts (R)               | Ryan Sanders - 23,3%              | Todd Platts - 71,9%              | Joshua Monighan (I) - 4,8%                                                                               | Todd Platts (R)              |
| Rhode Island         | 1         | Patrick Kennedy (D)           | David Cicilline - 50,6%           | John J. Loughlin - 44,6%         | Kenneth Capalbo (I) - 4,0% Gregory Raposa (I) - 0,8%                                                     | David Cicilline (D)          |
| Rhode Island         | 2         | James Langevin (D)            | James Langevin - 59,9%            | Mark Zaccaria - 31,8%            | John Matson (I) - 8,4%                                                                                   | James Langevin (D)           |
| Tennessee            | 1         | Phil Roe (R)                  | Michael Clark - 17,1%             | Phil Roe - 80,8%                 | Kermit Steck (I) - 2,1%                                                                                  | Phil Roe (R)                 |
| Tennessee            | 2         | Jimmy Duncan (R)              | Dave Hancock - 14,7%              | Jimmy Duncan - 81,7%             | Joe Leinweber (I) - 1,4% Andy Andrew (I) - 1,2% Greg Samples (L) - 0,7% Jim Headings (C) - 0,3%          | Jimmy Duncan (R)             |
| Tennessee            | 3         | Zach Wamp (R)                 | John Wolfe Jr. - 28,0%            | Chuck Fleischmann - 56,8%        | Savas Kyriakidis (I) - 10,5% Mark DeVol (I) - 3,6%                                                       | Chuck Fleischmann (R)        |
| Tennessee            | 4         | Lincoln Davis (D)             | Lincoln Davis - 38,6%             | Scott DesJarlais - 57,1%         | Paul Curtis (I) - 1,7% Gerald York (I) - 1,2%                                                            | Scott DesJarlais (R)         |
| Tennessee            | 5         | Jim Cooper (D)                | Jim Cooper - 56,2%                | David Hall - 42,1%               | Stephen Collings (L) - 0,3% John Smith (I) - 0,3%                                                        | Jim Cooper (D)               |
| Tennessee            | 6         | Bart Gordon (D)               | Brett Carter - 29,4%              | Diane Black - 67,3%              | Jim Boyd (I) - 1,1% Pat Riley (V) - 9,0%                                                                 | Diane Black (R)              |
| Tennessee            | 7         | Marsha Blackburn (R)          | Greg Rabidoux - 24,8%             | Marsha Blackburn - 72,4%         | Bill Stone (I) - 2,9%                                                                                    | Marsha Blackburn (R)         |
| Tennessee            | 8         | John Tanner (D)               | Roy Herron - 38,8%                | Stephen Fincher - 59,0%          | Donn Janes (I) - 1,5% Mark Rawles (I) - 0,7%                                                             | Stephen Fincher (R)          |
| Tennessee            | 9         | Steve Cohen (D)               | Steve Cohen - 74,0%               | Charlotte Bergmann - 25,1%       | Sandra Sullivan (I) - 0,5% Perry Steele (I) - 0,4%                                                       | Steve Cohen (D)              |
| Texas                | 1         | Louie Gohmert (R)             | -                                 | Louie Gohmert - 89,7%            | Charles Parkes (L) - 10,3%                                                                               | Louie Gohmert (R)            |
| Texas                | 2         | Ted Poe (R)                   | -                                 | Ted Poe - 88,6%                  | David Smith (L) - 11,4%                                                                                  | Ted Poe (R)                  |
| Texas                | 3         | Sam Johnson (R)               | John Lingenfelder - 31,3%         | Sam Johnson - 66,3%              | Christopher J. Claytor (L) - 2,4%                                                                        | Sam Johnson (R)              |
| Texas                | 4         | Ralph Hall (R)                | VaLinda Hathcox - 22,0%           | Ralph Hall - 73,2%               | Jim Prindle (L) - 2,5% Shane Shepard (I) - 2,3%                                                          | Ralph Hall (R)               |
| Texas                | 5         | Jeb Hensarling (R)            | Tom Berry - 27,5%                 | Jeb Hensarling - 70,5%           | Ken Ashby (L) - 2,0%                                                                                     | Jeb Hensarling (R)           |
| Texas                | 6         | Joe Barton (R)                | David Cozad - 31,2%               | Joe Barton - 65,9%               | Hugh Chauvin (L) - 1,9% Brandon Parmer (V) - 0,8%                                                        | Joe Barton (R)               |
| Texas                | 7         | John Culberson (R)            | -                                 | John Culberson - 81,4%           | Bob Townsend (L) - 18,0%                                                                                 | John Culberson (R)           |
| Texas                | 8         | Kevin Brady (R)               | Kent Hargett - 17,2%              | Kevin Brady - 80,3%              | Bruce West (L) - 2,5%                                                                                    | Kevin Brady (R)              |
| Texas                | 9         | Al Green (D)                  | Al Green - 75,7%                  | Steve Mueller - 22,9%            | Michael Hope (L) - 1,4%                                                                                  | Al Green (D)                 |
| Texas                | 10        | Michael McCaul (R)            | Ted Ankrum - 33,0%                | Michael McCaul - 64,7%           | J. P. Perkins (L) - 2,3%                                                                                 | Michael McCaul (R)           |
| Texas                | 11        | Mike Conaway (R)              | James Quillan - 15,4%             | Mike Conaway - 80,8%             | James Powell (L) - 2,8% Jim Howe (V) - 0,9%                                                              | Mike Conaway (R)             |
| Texas                | 12        | Kay Granger (R)               | Tracey Smith - 25,1%              | Kay Granger - 71,9%              | Matthew Solodow (L) - 3,0%                                                                               | Kay Granger (R)              |
| Texas                | 13        | Mac Thornberry (R)            | -                                 | Mac Thornberry - 87,1%           | Keith Dyer (I) - 8,6% John Burwell (L) - 4,3%                                                            | Mac Thornberry (R)           |
| Texas                | 14        | Ron Paul (R)                  | Robert Pruett - 24,0%             | Ron Paul - 76,0%                 | | Ron Paul (R)                 |
| Texas                | 15        | Rubén Hinojosa (D)            | Rubén Hinojosa - 55,7%            | Eddie Zamora - 41,6%             | Aaron Cohn (L) - 2,7%                                                                                    | Rubén Hinojosa (D)           |
| Texas                | 16        | Silvestre Reyes (D)           | Silvestre Reyes - 58,1%           | Tim Besco - 36,6%                | Bill Collins (L) - 5,1%                                                                                  | Silvestre Reyes (D)          |
| Texas                | 17        | Chet Edwards (D)              | Chet Edwards - 36,6%              | Bill Flores - 61,8%              | Richard Kelly (L) - 1,6%                                                                                 | Bill Flores (R)              |
| Texas                | 18        | Sheila Jackson Lee (D)        | Sheila Jackson Lee - 70,1%        | John Faulk - 27,3%               | Mike Taylor (L) - 2,6%                                                                                   | Sheila Jackson Lee (D)       |
| Texas                | 19        | Randy Neugebauer (R)          | Andy Wilson - 19,1%               | Randy Neugebauer - 77,7%         | Chip Peterson (L) - 3,2%                                                                                 | Randy Neugebauer (R)         |
| Texas                | 20        | Charlie González (D)          | Charlie González - 63,6%          | Clayton Trotter - 34,5%          | Michael Idrogo (L) - 1,9%                                                                                | Charlie González (D)         |
| Texas                | 21        | Lamar Smith (R)               | Laney Melnick - 27,9%             | Lamar Smith - 68,8%              | James Arthur Strohm (L) - 3,2%                                                                           | Lamar Smith (R)              |
| Texas                | 22        | Pete Olson (R)                | Kesha Rogers - 29,8%              | Pete Olson - 67,5%               | Steven Susman (L) - 2,7%                                                                                 | Pete Olson (R)               |
| Texas                | 23        | Ciro Rodriguez (D)            | Ciro Rodriguez - 44,4%            | Quico Canseco - 49,4%            | Craig Stephens(I) - 3,6% Martin Nitschke (L) - 1,6% Ed Scharf (V) - 0,9%                                 | Quico Canseco (R)            |
| Texas                | 24        | Kenny Marchant (R)            | -                                 | Kenny Marchant - 81,6%           | David Sparks (L) - 18,4%                                                                                 | Kenny Marchant (R)           |
| Texas                | 25        | Lloyd Doggett (D)             | Lloyd Doggett - 52,8%             | Donna Campbell - 44,8%           | Jim Stutsman (L) - 2,3%                                                                                  | Lloyd Doggett (D)            |
| Texas                | 26        | Michael Burgess (R)           | Neil Durrance - 30,7%             | Michael Burgess - 67,1%          | Mark Boler (L) - 2,2%                                                                                    | Michael Burgess (R)          |
| Texas                | 27        | Solomon Ortiz (D)             | Solomon Ortiz - 47,1%             | Blake Farenthold - 47,9%         | Ed Mishou (L) - 5,0%                                                                                     | Blake Farenthold (R)         |
| Texas                | 28        | Henry Cuellar (D)             | Henry Cuellar - 56,3%             | Bryan Underwood - 42,0%          | Stephen Kaat (L) - 1,7%                                                                                  | Henry Cuellar (D)            |
| Texas                | 29        | Gene Green (D)                | Gene Green - 64,6%                | Roy Morales - 34,1%              | Brad Walters (L) - 1,3%                                                                                  | Gene Green (D)               |
| Texas                | 30        | Eddie Bernice Johnson (D)     | Eddie Bernice Johnson - 75,7%     | Stephen Broden - 21,6%           | J. B. Oswalt (L) - 2,6%                                                                                  | Eddie Bernice Johnson (D)    |
| Texas                | 31        | John Carter (R)               | -                                 | John Carter - 82,5%              | Bill Oliver (L) - 17,5%                                                                                  | John Carter (R)              |
| Texas                | 32        | Pete Sessions (R)             | Grier Raggio - 34,9%              | Pete Sessions - 62,6%            | John Jay Myers (L) - 2,5%                                                                                | Pete Sessions (R)            |
| Utah                 | 1         | Rob Bishop (R)                | Morgan Bowen - 23,9%              | Rob Bishop - 69,2%               | Kirk Pearson (C) - 4,7% Jared Paul Stratton (L) - 2,2%                                                   | Rob Bishop (R)               |
| Utah                 | 2         | Jim Matheson (D)              | Jim Matheson - 50,5%              | Morgan Philpot - 46,1%           | Randall Hinton (C) - 1,8% Dave Glissmeyer (I) - 0,9% Wayne Hill (I) - 0,7%                               | Jim Matheson (D)             |
| Utah                 | 3         | Jason Chaffetz (R)            | Karen Hyer - 22,9%                | Jason Chaffetz - 72,3%           | Douglas Sligting (C) - 2,4% Jake Shannon (L) - 1,5% Joseph Puente (I) - 0,8%                             | Jason Chaffetz (R)           |
| Vermont              | Unico     | Peter Welch (D)               | Peter Welch - 64,6%               | Paul Beaudry - 32,0%             | Gus Jaccaci (I) - 2,0% Jane Newton (S) - 1,4%                                                            | Peter Welch (D)              |
| Virginia             | 1         | Rob Wittman (R)               | Krystal Ball - 34,8%              | Rob Wittman - 63,9%              | Gail Parker (V) - 1,2%                                                                                   | Rob Wittman (R)              |
| Virginia             | 2         | Glenn Nye (D)                 | Glenn Nye - 42,5%                 | Scott Rigell - 53,1%             | Kenny Golden (I) - 4,3%                                                                                  | Scott Rigell (R)             |
| Virginia             | 3         | Bobby Scott (D)               | Bobby Scott - 70,0%               | Chuck Smith - 27,2%              | James Quigley (L) - 1,5% John D. Kelly (I) - 1,2%                                                        | Bobby Scott (D)              |
| Virginia             | 4         | Randy Forbes (R)              | Wynne LeGrow - 37,5%              | Randy Forbes - 62,3%             | | Randy Forbes (R)             |
| Virginia             | 5         | Tom Perriello (D)             | Tom Perriello - 47,0%             | Robert Hurt - 50,8%              | Jeff Clark (I) - 2,1%                                                                                    | Robert Hurt (R)              |
| Virginia             | 6         | Bob Goodlatte (R)             | -                                 | Bob Goodlatte - 76,3%            | Jeff Vanke (I) - 13,0% Stuart Bain (L) - 9,2%                                                            | Bob Goodlatte (R)            |
| Virginia             | 7         | Eric Cantor (R)               | Rick Waugh - 34,1%                | Eric Cantor - 59,2%              | Floyd Bayne (I) - 6,5%                                                                                   | Eric Cantor (R)              |
| Virginia             | 8         | Jim Moran (D)                 | Jim Moran - 61,0%                 | J. Patrick Murray - 37,3%        | Ron Fisher (I) - 1,4%                                                                                    | Jim Moran (D)                |
| Virginia             | 9         | Rick Boucher (D)              | Rick Boucher - 46,4%              | Morgan Griffith - 51,2%          | Jeremiah Heaton (I) - 2,3%                                                                               | Morgan Griffith (R)          |
| Virginia             | 10        | Frank Wolf (R)                | Jeff Barnett - 34,8%              | Frank Wolf - 62,9%               | Bill Redpath (L) - 2,2%                                                                                  | Frank Wolf (R)               |
| Virginia             | 11        | Gerry Connolly (D)            | Gerry Connolly - 49,2%            | Keith Fimian - 48,8%             | Christopher DeCarlo (I) - 0,8% David Dotson (L) - 0,6% David Gillis (I) - 0,4%                           | Gerry Connolly (D)           |
| Virginia Occidentale | 1         | Alan Mollohan (D)             | Mike Oliverio - 49,6%             | David McKinley - 50,4%           | | David McKinley (R)           |
| Virginia Occidentale | 2         | Shelley Moore Capito (R)      | Virginia Graf - 29,7%             | Shelley Moore Capito - 68,5%     | Phil Hudok (C) - 1,8%                                                                                    | Shelley Moore Capito (R)     |
| Virginia Occidentale | 3         | Nick Rahall (D)               | Nick Rahall - 56,0%               | Spike Maynard - 44,0%            | | Nick Rahall (D)              |
| Washington           | 1         | Jay Inslee (D)                | Jay Inslee - 57,7%                | James Watkins - 42,3%            | | Jay Inslee (D)               |
| Washington           | 2         | Rick Larsen (D)               | Rick Larsen - 51,1%               | John Koster - 48,9%              | | Rick Larsen (D)              |
| Washington           | 3         | Brian Baird (D)               | Denny Heck - 47,0%                | Jaime Herrera Beutler - 53,0%    | | Jaime Herrera Beutler (R)    |
| Washington           | 4         | Doc Hastings (R)              | Jay Clough - 32,4%                | Doc Hastings - 67,6%             | | Doc Hastings (R)             |
| Washington           | 5         | Cathy McMorris Rodgers (R)    | Daryl Romeyn - 36,3%              | Cathy McMorris Rodgers - 63,7%   | | Cathy McMorris Rodgers (R)   |
| Washington           | 6         | Norm Dicks (D)                | Norm Dicks - 58,0%                | Doug Cloud - 42,0%               | | Norm Dicks (D)               |
| Washington           | 7         | Jim McDermott (D)             | Jim McDermott - 83,0%             | -                                | Bob Jeffers-Schroder (I) - 17,0%                                                                         | Jim McDermott (D)            |
| Washington           | 8         | Dave Reichert (R)             | Suzan DelBene - 47,9%             | Dave Reichert - 52,1%            | | Dave Reichert (R)            |
| Washington           | 9         | Adam Smith (D)                | Adam Smith - 54,9%                | Dick Muri - 45,1%                | | Adam Smith (D)               |
| Wisconsin            | 1         | Paul Ryan (R)                 | John Heckenlively - 30,1%         | Paul Ryan - 68,2%                | Joseph Kexel (L) - 1,6%                                                                                  | Paul Ryan (R)                |
| Wisconsin            | 2         | Tammy Baldwin (D)             | Tammy Baldwin - 61,8%             | Chad Lee - 38,2%                 | | Tammy Baldwin (D)            |
| Wisconsin            | 3         | Ron Kind (D)                  | Ron Kind - 50,3%                  | Dan Kapanke - 46,5%              | Mike Krsiean (I) - 3,2%                                                                                  | Ron Kind (D)                 |
| Wisconsin            | 4         | Gwen Moore (D)                | Gwen Moore - 69,0%                | Dan Sebring - 29,6%              | Ahmad Ayyash (I) - 1,4%                                                                                  | Gwen Moore (D)               |
| Wisconsin            | 5         | Jim Sensenbrenner (R)         | Todd Kolosso - 27,4%              | Jim Sensenbrenner - 69,3%        | Robert Raymond (I) - 3,3%                                                                                | Jim Sensenbrenner (R)        |
| Wisconsin            | 6         | Tom Petri (R)                 | Joe Kallas - 29,3%                | Tom Petri - 70,7%                | | Tom Petri (R)                |
| Wisconsin            | 7         | Dave Obey (D)                 | Julie Lassa - 44,4%               | Sean Duffy - 52,1%               | Gary Kauther (I) - 3,3%                                                                                  | Sean Duffy (R)               |
| Wisconsin            | 8         | Steve Kagen (D)               | Steve Kagen - 45,1%               | Reid Ribble - 54,8%              | | Reid Ribble (R)              |
| Wyoming              | Unico     | Cynthia Lummis (R)            | David Wendt - 24,5%               | Cynthia Lummis - 70,5%           | John Love (L) - 5,0%                                                                                     | Cynthia Lummis (R)           |